# Malmö
Pour les articles homonymes, voir Malmö (homonymie).
Malmö (prononcé, en suédois, [ˈmalːˈmøː] ) est une ville à l'extrême sud de la Suède.
La commune de Malmö regroupe 318 107 habitants en 2014, ce qui en fait la plus grande de la région de Scanie et la 3e ville de Suède, après Stockholm et Göteborg.
La métropole de Malmö compte plus de 560 000 habitants et jouxte celle de Copenhague et ses 1 650 000 habitants ; cet ensemble, appelé région de l'Öresund, constitue un pôle majeur en Scandinavie.
Pour différentes raisons, dont sa situation géographique, Malmö est devenue une des villes les plus multiculturelles de Suède.

## Géographie

### Localisation

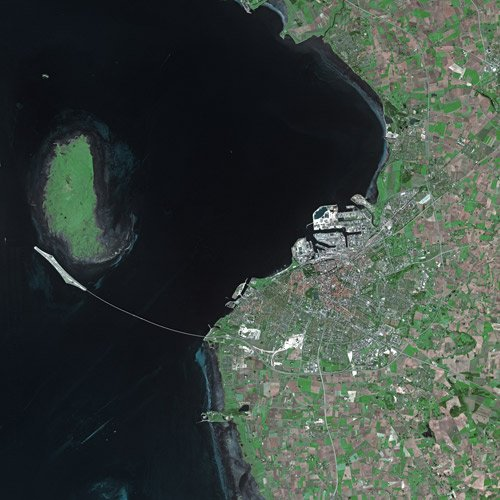
Malmö vue par le satellite du CNES Spot.

Malmö est située dans le Sud de la Suède, dans le comté de Scanie, dont elle est le chef-lieu. Plus précisément, la ville est située sur la côte de l'Øresund, séparant la Suède du Danemark. De fait, la capitale danoise Copenhague est située juste en face de la ville, et les deux villes sont, depuis 2000, reliées par le pont-tunnel Øresundsbron. L'ouverture de ce pont a permis de créer une région cohérente appelée région de l'Øresund, regroupant 3 732 000 habitants en 2009 et comptant parmi les régions les plus dynamiques d'Europe. La ville fait partie de la métropole du « grand Malmö » (stor-Malmö), qui contient en particulier la ville universitaire de Lund, située à moins de 20 km. Malmö est à une distance de 276 km de Göteborg et 619 km de Stockholm, respectivement deuxième et première ville de Suède en nombre d'habitants.
D'une superficie de 155,56 km2, la ville est située sur un terrain composé principalement de moraines, sauf le long de la côte où l'on trouve des sédiments post-glaciaires. Ce terrain est très fertile, et, comme c'est le cas de la plupart de la Scanie, le sol est l'un des plus fertiles de Suède. Le terrain sur lequel s'étend Malmö est relativement plat, s'élevant progressivement en allant vers le sud-est et culminant à 37 m d'altitude au niveau de l'église Fosie kyrka. Le centre-ville est entouré de canaux, formant ainsi une sorte d'île.

### Climat
Malmö jouit d'un climat semi-continental ou climat tempéré froid (Dfb selon la classification de Köppen). Les hivers y sont relativement froids, mais de courte durée, et les températures ne sont que très rarement excessivement basses (la température la plus froide enregistrée est de −22,2 °C) et régulièrement positives. Les étés sont relativement doux, mais peuvent parfois être chauds (la température la plus élevée enregistrée est de 33,4 °C). Il pleut régulièrement et toute l'année ; en cela, le climat de Malmö tient plus du climat océanique que continental. Néanmoins, le printemps est généralement plus sec que l'automne, qui est la saison la plus pluvieuse.
| Mois                                  | jan.          | fév.          | mars         | avril        | mai          | juin         | jui.         | août         | sep.         | oct.         | nov.         | déc.          | année      |
| ------------------------------------- | ------------- | ------------- | ------------ | ------------ | ------------ | ------------ | ------------ | ------------ | ------------ | ------------ | ------------ | ------------- | ---------- |
| Température minimale moyenne (°C)     | −1,2          | −1,3          | −0,1         | 3,3          | 7,4          | 11           | 13,6         | 13,5         | 9,8          | 6,2          | 3,1          | −0,2          | 5,4        |
| Température moyenne (°C)              | 0,9           | 0,9           | 3            | 7,9          | 12,2         | 15,4         | 18,1         | 17,6         | 14,4         | 9,2          | 5,2          | 1,8           | 8,9        |
| Température maximale moyenne (°C)     | 3             | 3,2           | 6,3          | 12,4         | 16,9         | 19,7         | 22,6         | 20,2         | 16,9         | 12,3         | 7,4          | 3,8           | 12         |
| Record de froid (°C) date du record   | −19,5 07.2003 | −14,6 04.2012 | −16 04.2005  | −7,1 01.2013 | −1,6 03.2011 | 2,6 06.2009  | 7,3 11.1998  | 5,7 07.2003  | −0,3 24.2002 | −8 24.2003   | −10 30.2010  | −22,2 22.2010 | −22,2 2010 |
| Record de chaleur (°C) date du record | 10,6 09.2007  | 13,7 25.2021  | 18,2 31.2017 | 26,1 30.2000 | 28,9 30.2018 | 31,4 18.2021 | 33,2 25.2018 | 33,4 08.2018 | 26,4 13.2016 | 22,8 01.2011 | 15,8 02.2020 | 11,9 05.2006  | 33,4 2018  |
| Précipitations (mm)                   | 48,9          | 40,8          | 37,5         | 26,9         | 41,5         | 51,9         | 64,1         | 77,8         | 49,3         | 64           | 59,9         | 61,9          | 624,6      |

## Toponymie
Le nom Malmö apparaît initialement sous les formes Malmøi, Malmøghe ou Malmhaugar (ce dernier étant le nom donné par les Islandais), dérivant de « Malm » qui signifie gravier et høghe signifiant hauteur/crête. La ville était nommée Malmogie ou Malmoe en ancien français.

## Histoire

### Préhistoire
C'est juste à l'extérieur de Malmö, à Segebro, qu'ont été découvertes les plus anciennes traces de vie humaine en Suède, dans les années 1960. Elles ont été datées de 9 000 ans av. J.-C. et attribuées à la culture de Bromme. La plupart des objets trouvés sont maintenant exposés au musée historique de Lund.
À cette époque, le climat était encore glaciaire, et le Danemark et la Suède n'étaient pas encore séparés comme maintenant par le détroit de l'Öresund. Les habitants appartenaient à un peuple nomade vivant de la chasse du renne, de l'élan, de l'ours et des loups. Autour de 7000 av. J.-C., le détroit commença à se former, isolant la Suède du Danemark. La pêche est alors devenue une importante ressource pour les populations.
L'agriculture s'est ensuite développée, marquant la sédentarisation des populations. Un important village de la fin du Néolithique a été trouvé dans l'actuel quartier Fosie, avec des restes de maisons d'une taille allant jusqu'à 16 m de long. De nombreux objets de l'âge du bronze et de l'âge du fer furent aussi retrouvées à Fosie et à divers endroits de la commune. Cependant, il y a assez peu de vestiges de la fin de l'âge du fer (400 - 800 apr. J.-C.).

### Moyen Âge

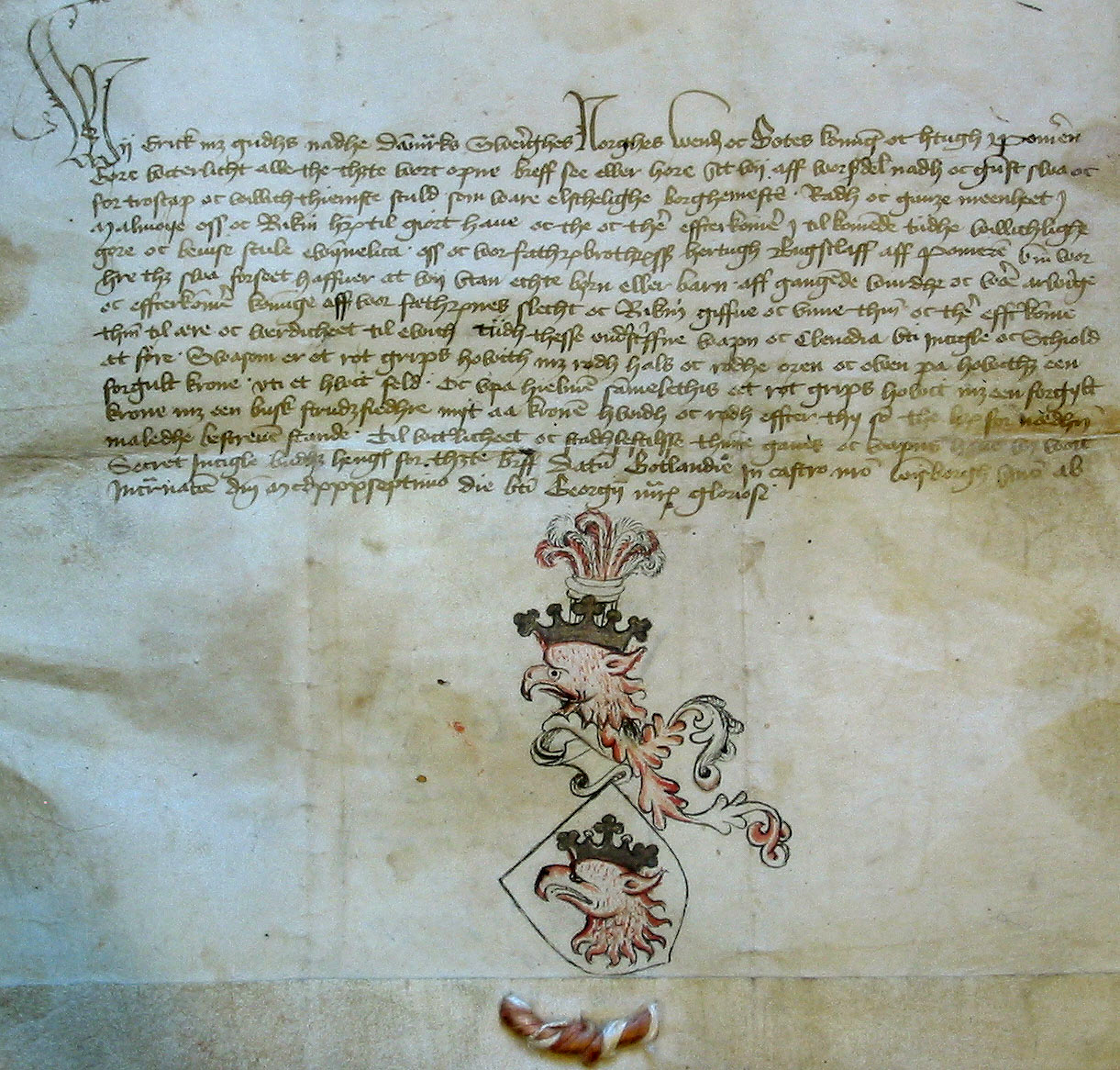
La lettre de 1437 d'Éric de Poméranie, donnant à Malmö ses armoiries.

Les armoiries de Malmö.

La ville est mentionnée pour la première fois en 1170 sous le nom Malmöghe. Il s'agissait alors d'un petit village situé à l'emplacement de l'actuel Triangeln. La date exacte de fondation de la ville n'est pas connue, mais certains historiens pensent que la ville fut fondée en 1254 par l'archevêque de Lund Jacob Erlandsen. En effet, ce dernier était alors en conflit avec le roi Christophe Ier de Danemark et décida en 1254 de construire une forteresse sur la mer, qui, selon ces historiens, serait Malmö. Malmö fut fondée au plus tard en 1275.
L'économie de la ville croît alors grâce au commerce du hareng, à l'instar de nombreuses villes de Scanie à l'époque. À partir du XIVe siècle, la ville se développe très fortement, étant la principale ville hanséatique de Scanie. L'église S:t Petri fut consacrée au début du siècle, probablement en 1319. L'influence allemande est très marquée sur cette église, qui ressemble fortement à l'église Sainte-Marie de Lübeck. En 1332, la ville, ainsi que toute la Scanie, passe sous domination suédoise, mais Valdemar IV de Danemark réussit en 1360 à récupérer la province. Entretemps, en 1353, Malmö reçut le statut de ville. En 1368, dans le cadre du conflit entre le Danemark et la Hanse, Malmö fut attaquée par une coalition entre la Hanse et la Suède et son roi Albert de Suède. Les troupes danoises capitulèrent et un accord fut finalement signé, les villes de Helsingborg, Malmö, Falsterbo et Skanör passant alors sous contrôle de la Hanse, et ce, jusqu'en 1385.
En 1397, le Danemark, la Suède et la Norvège s'unissent dans l'union de Kalmar. Éric de Poméranie contribua fortement au développement de la ville. Il créa la taxe de l'Öresund en 1429, qui devait être payée au niveau du château de Kronborg, à Elseneur. Mais, pour assurer la sécurité de ce processus, il renforça les défenses le long des côtes du détroit et, en particulier, établit en 1434 la forteresse Malmöhus. Il fit aussi construire un mur en brique sur la façade maritime de la ville et des douves du côté des terres, et, en 1437, il donna à Malmö ses armoiries. Le roi Christophe de Bavière continua en ce sens en transférant la monnaie de Lund à Malmö, qui devient alors la seule monnaie du pays. Ce faisant, Malmö détrôna définitivement Lund comme principale ville de Scanie.

### XVIesiècle, changements politiques et religieux

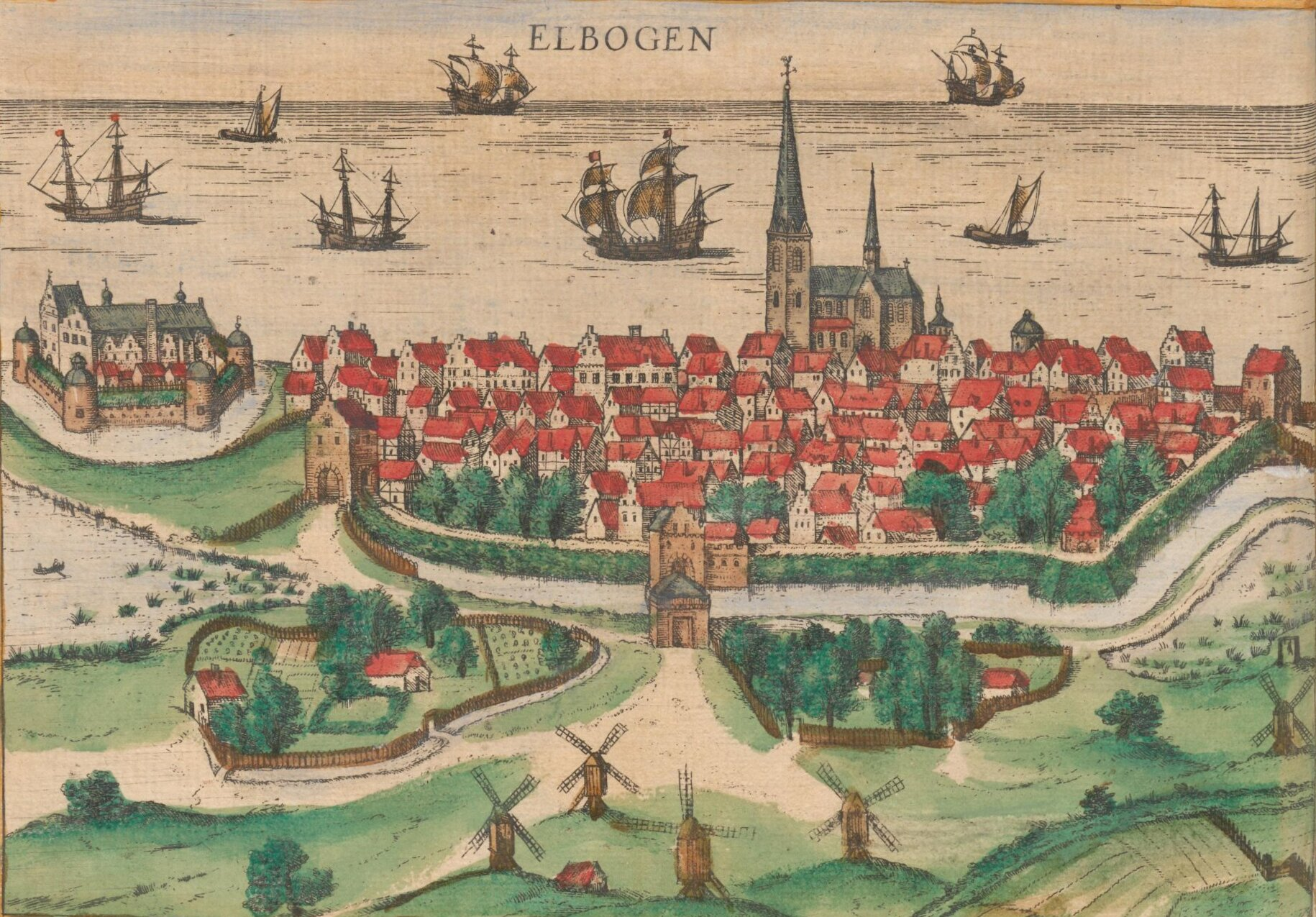
Malmö en 1594 dans un livre allemand de cartes. La citadelle Malmöhus se trouve sur la gauche. Le clocher est celui de l'église Saint-Pierre (S:t Petri kyrkan).

Malmö joua un rôle prédominant dans l'adoption de la Réforme protestante, qui commença à se propager au Danemark au tout début des années 1520. Ainsi, le maire de Malmö Hans Mikkelsen traduisit en 1524 le Nouveau Testament en danois et c'est sous l'impulsion en particulier du prêtre Claus Mortensen de Malmö que fut traduit en danois le livre des psaumes, ce qui permit la même année la première messe en danois, à Malmö.
Cependant, les XVIe et XVIIe siècles furent avant tout pour Malmö une période de conflit. Premièrement, les conflits avec la Hanse, qui sont au cœur de l'histoire de l'union de Kalmar continuèrent mais aussi des conflits avec la Suède, qui cherche à se sortir de l'union de Kalmar. En 1512, deux traités de paix furent signés à Malmö, le premier entre le Danemark et la Suède, le deuxième entre le Danemark et la Hanse. Pourtant, aucun de ces traités ne mit vraiment fin aux conflits. En 1523, la Suède a, sous l'impulsion de Gustave Ier Vasa, réussi à se sortir de l'union, et en parallèle, Christian II de Danemark gagne en impopularité et finit par s'enfuir la même année, au côté de son second, qui n'est autre que le maire de Malmö Hans Mikkelsen. Ce fut alors Jörgen Kock qui le remplaça. En 1524 fut signé le traité de Malmö, entérinant la dissolution de l'union de Kalmar. Durant ce traité, portant essentiellement sur le partage des territoires, en particulier de Gotland et du Blekinge, la ligue hanséatique qui arbitrait le conflit se montra en faveur du Danemark, alors qu'elle était traditionnellement liée à la Suède.
En 1563, la peste frappa la Scanie et en particulier Malmö.

### XVIIe- mi-XVIIIesiècle: des temps difficiles

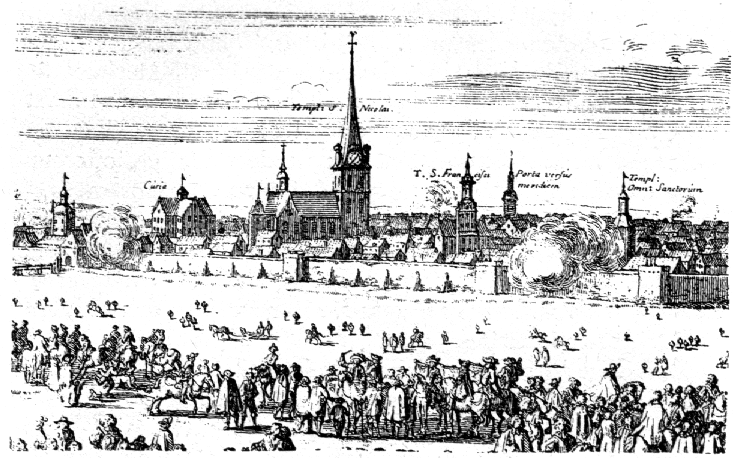
Illustration de Malmö par Erik Dahlberg de 1658.

Le commerce du hareng avait fortement diminué depuis le XVIe siècle et avait été remplacé par les excédents agricoles de la Scanie, ainsi que les chevaux et bœufs. Cependant, sur ce marché, Malmö était fortement concurrencé par Trelleborg, juste au sud, et, devant les plaintes des habitants de Malmö, le roi Christian IV de Danemark décida d'enlever le statut de ville à Trelleborg, et de ce fait, le droit de commerce et d'artisanat. Ceci était censé forcer les commerçants et artisans de Trelleborg à s'installer à Malmö, mais beaucoup refusèrent et continuèrent illégalement leur activité.
Le XVIIe siècle marque de nouveau une ère de conflit entre le Danemark et la Suède, et la Scanie, en territoire frontalier, fut l'épicentre de ces conflits. Ces conflits commencèrent en 1611 avec la guerre de Kalmar, qui tenait son origine dans la volonté du roi suédois de conquérir la Laponie norvégienne. Mais c'est surtout la fin de la guerre de Trente Ans qui affecta Malmö. La Suède, qui était jusqu'au début du siècle nettement inférieure au Danemark, avait commencé à se développer (cf. l'empire suédois) et devenait peu à peu une puissance majeure en Europe. En 1644, la Suède, sous le commandement de Gustaf Horn, envahit la Scanie et en particulier attaque les principales forteresses que sont celles de Helsingborg, Landskrona et Malmö. Malmö se retrouva fortement endommagée. La paix fut signée en 1645, le Danemark cédant la province de Halland à la Suède. Mais, en 1658, le Danemark déclenche contre la Suède une guerre qui tourne au désastre et doit signer le traité de Roskilde, par lequel il cède entre autres la Scanie à la Suède. Malmö devient suédoise et ses fortifications furent améliorées en 1670.

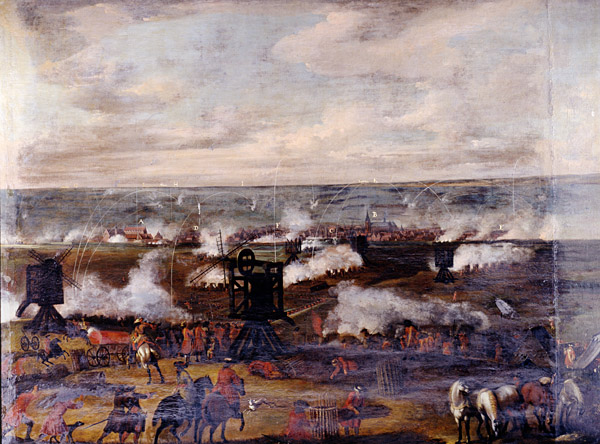
La bataille de Malmö en 1677, peinte par Johann Philip Lemke.

Cependant, le Danemark n'était pas décidé à laisser la Scanie aussi facilement. Ainsi, en 1675, le Danemark lança une offensive dans toute la Scanie, marquant le début de la guerre de Scanie. Dans un premier temps, cette offensive fut couronnée de succès et la Scanie fut bientôt de nouveau entre les mains du Danemark, excepté Malmö, qui résistait sous le commandement de Fabian von Fersen. En 1676, cependant, la Suède se remobilisa et commença à reconquérir les territoires perdus. Le roi Christian V de Danemark savait qu'il devait parvenir à prendre Malmö pour gagner le conflit ; le siège de Malmö s'intensifia alors entre le 25 et 26 juillet 1677. Les Danois infligèrent de sérieux dégâts à la ville, mais ne parvinrent pas à la prendre et subirent de très lourdes pertes au sein de leur armée. Cette bataille fut, tout comme la bataille de Lund l'année précédente, une des batailles déterminantes de la guerre de Scanie, qui s'acheva en 1679 par une victoire suédoise, la Scanie restant pour de bon suédoise.
Malgré la victoire, Malmö avait beaucoup souffert de cette bataille et l'avenir n'allait pas améliorer la situation. En 1709, le Danemark tenta une nouvelle fois de récupérer la Scanie dans le cadre de la grande guerre du Nord. Malmö, tout comme les autres forteresses scaniennes, fut assiégée, mais les Danois perdirent à nouveau, au terme de la bataille d'Helsingborg. Ceci fut suivi de près par une importante épidémie de peste couplée à de mauvaises récoltes. Il en résulta à Malmö une population diminuée de moitié.

### Industrialisation
La deuxième moitié du XVIIIe siècle marqua une reprise dans l'économie de la région et de sa ville principale, Malmö. Pour Malmö, un important élément dans cette reprise fut la décision du maire de la ville, Frans Suell, de reconstruire et moderniser le port. Ceci permit d'assurer de nouveau une croissance du commerce. La fin du siècle marqua aussi l'arrivée des premières industries, principalement textiles, des tanneries, des sucreries, etc.…
Cependant, c'est au XIXe siècle que se déploya vraiment l'industrialisation. Plusieurs entreprises se développèrent ainsi dans la ville, telles que Kockums (1840), Skanska (1871), etc. Ceci fut accéléré par la mise en place de la première ligne de chemin de fer d'État de Suède, la Södra stambanan, dont le premier tronçon Malmö-Lund fut inauguré en 1856. L'abaissement des barrières douanières avec le Danemark y contribua aussi. Le développement urbain s'accélère, si bien que dans les années 1870, Malmö dépassa en population Norrköping pour devenir 3e ville de Suède, rang qu'elle n'a plus quitté depuis.

### Époque moderne
C'est à Malmö, en 1914, que se réunirent les trois rois scandinaves Gustave V de Suède, Christian X de Danemark et Haakon VII de Norvège afin d'élaborer une politique commune de neutralité face à l'Europe en guerre. L'éphémère Mouvement social européen, dont le projet était de coordonner différentes organisations d'extrême droite et néofascistes européennes fut créé à Malmö en 1951 à l'initiative de l'Allemand Karl-Heinz Priester et de l'universitaire suédois Per Engdahl.
Malmö a longtemps été la seule grande ville suédoise à ne pas avoir sa propre université, celle de Lund (aujourd'hui pratiquement incluse dans la grande banlieue de Malmö) suffisant aux besoins régionaux en enseignement supérieur. Ce n'est qu'en 1998 qu'a démarré l'Université de Malmö (Malmö högskola en suédois), qui s'est développée très vite et accueille environ 12 000 étudiants (2004).

## Économie
La moyenne des revenus par personne à Malmö est seulement d'environ 228 000 SEK par an, inférieure à la moyenne nationale suédoise qui est d'environ 267 000 SEK par an (2009).

## Population et société

### Démographie

#### Évolution démographique
Malmö est de nos jours la troisième plus grande ville de Suède.
| 1570  | 1610  | 1650  | 1690  | 1730  | 1770  | 1810  | 1850   | 1890   | 1930    | 1950    | 1960    |
| ----- | ----- | ----- | ----- | ----- | ----- | ----- | ------ | ------ | ------- | ------- | ------- |
| 3 577 | 3 192 | 2 504 | 5 740 | 3 132 | 4 835 | 5 796 | 13 087 | 48 504 | 120 207 | 190 266 | 227 601 |

| 1965    | 1970    | 1975    | 1980    | 1990    | 1995    | 2000    | 2005    | 2010    | 2014    | - | - |
| ------- | ------- | ------- | ------- | ------- | ------- | ------- | ------- | ------- | ------- | - | - |
| 254 180 | 264 588 | 241 191 | 226 960 | 223 663 | 234 599 | 248 520 | 258 020 | 280 415 | 318 107 | - | - |

#### Population d'origine étrangère
La commune de Malmö est en 2010 la quatrième commune de Suède ayant la plus grande proportion d'habitants d'origine étrangère (c'est-à-dire, nés à l'étranger ou nés en Suède de deux parents nés à l'étranger), avec une proportion de 39,4 %.
| Nationalité        | Population |
| ------------------ | ---------- |
| Irak               | 9 465      |
| Danemark           | 9 174      |
| Serbie             | 8 530      |
| Pologne            | 6 903      |
| Bosnie-Herzégovine | 5 920      |
| Liban              | 3 669      |
| Iran               | 3 259      |
| Turquie            | 2 110      |
| Hongrie            | 2 038      |
| Roumanie           | 2 014      |

### Éducation
Malmö ne dispose de sa propre université, de son nom suédois Malmö högskola, que depuis 1998. En 2011, elle comprenait 1 500 employés et 24 000 étudiants.

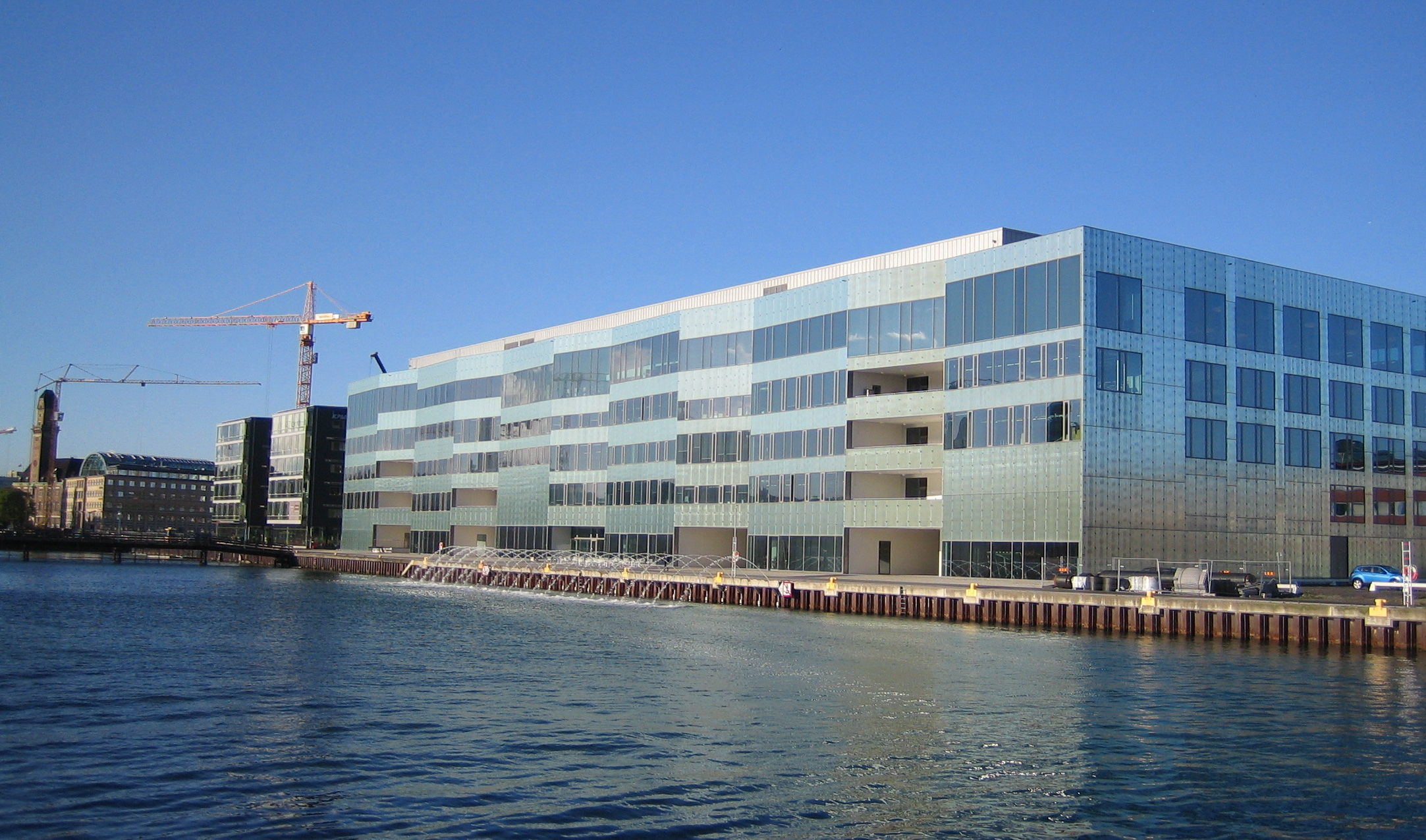
Orkanen, le bâtiment principal de l'université de Malmö, situé en bord de mer.

L'université de Lund, qui a elle été fondée en 1666, dispose aussi de plusieurs campus en ville :
- l'académie d'art (Konsthögskolan i Malmö) ;
- le conservatoire (Musikhögskolan i Malmö) ;
- l'académie de théâtre (Teaterhögskolan i Malmö) ;
- la faculté de médecine, qui partage ses campus entre Malmö et Lund.

### Délinquance et criminalité
La ville de Malmö est confrontée à la criminalité où entrent en jeu guerre des gangs et trafic d'armes,,.
Le meurtre d'une femme médecin, Karolin Hakim, le 26 août 2019 en pleine rue par arme à feu alors qu'elle tenait son bébé de deux mois dans les bras déclenche un débat dans la société suédoise. Le roi de Suède exprime publiquement son inquiétude face à l'augmentation de la violence en Suède. Les problèmes de criminalité à Malmö sont devenus le symbole de la dégradation de la situation sécuritaire en Suède. Les chiffres des homicides sont en hausse depuis 2013 et la Suède détient même le record d'homicide par armes à feu chez les 15-29 ans. Les fusillades entre gangs ont fait monter le taux d'homicide au-dessus de la moyenne européenne. Les homicides par balles ont plus que doublé en 2018. L’usage d’explosifs et de grenades à main est devenu une spécificité suédoise. En réaction, un groupe de 5 000 mères de famille décide de manifester pour exiger une réaction des pouvoirs publics,,.
En 2019, entre janvier et novembre, 29 explosions ont eu lieu dans la ville, soit une baisse importante par rapport à l'année précédente.

## Transports

### Vélo
Le vélo est un moyen de transport privilégié à Malmö, étant donné le vaste réseau de pistes cyclables et le fait que la ville ne comporte pratiquement aucune différence d'altitude. La part modale du vélo dans les déplacements quotidiens s'approche des 30 % et atteint presque 40 % pour les trajets domicile/travail et domicile/établissement scolaire.
Un système de vélos en libre-service nommé Malmö by bike est également à disposition des habitants et des touristes.

### Transport routier
Le réseau autoroutier a été amélioré avec l'ouverture du pont de l'Øresund. 
La route européenne 47 (anciennement E6) longe les côtes ouest suédoises et norvégiennes depuis Malmö jusqu'à Kirkenes sur la mer de Barents. 
Il y a aussi la route européenne 20 vers Helsingborg puis Stockholm (E55, anciennement E4) et la route européenne 22 à destination de Kalmar.

### Transport ferroviaire
Un service de trains rapides (Øresundståg), assuré par la compagnie danoise DSB, traverse le pont de l'Øresund toutes les 20 minutes, reliant Elseneur, Copenhague, Malmö, Lund, Helsingborg et Göteborg. L'aéroport de Copenhague (situé juste à la sortie du pont, côté danois) est aussi desservi. Les trains pendulaires suédois X2000 effectuant les liaisons Stockholm-Copenhague et Göteborg-Copenhague franchissent aussi le pont tout en desservant la gare centrale de Malmö.
Depuis 2010, un nouveau tunnel ferroviaire appelé Citytunneln (Le City tunnel) permet d'accélérer les relations entre Malmö et le Danemark. Le tunnel va de la gare centrale à Hylievång (au sud de Malmö), d'où la ligne de chemin de fer est raccordée à celle traversant le pont de l'Øresund. Un nouvel arrêt a été construit à Triangeln (Le triangle), une importante place de la ville où se trouvent de nombreuses attractions commerciales et culturelles. À la sortie du tunnel à Hylievång, un centre commercial (Emporia), un complexe sportif et un hôtel sont desservis, tout comme le Malmö Arena, lieu d'accueil des éditions 2013 et 2024 du Concours Eurovision de la Chanson. 

### Transport aérien
En plus de l'aéroport de Copenhague, Malmö est desservie par l'aéroport de Malmö-Sturup, situé à une trentaine de kilomètres au sud-est de la ville. En parallèle avec le projet Citytunneln, il est prévu d'étendre la ligne de chemin de fer jusqu'à l'aéroport qui est, à l'heure actuelle, uniquement relié à Malmö par l'autoroute E65. Cet aéroport est principalement utilisé pour les vols intérieurs suédois et le transport de marchandises, mais aussi par les compagnies à bas coûts et pour des vols charters.

### Transports en commun
Le tramway n'est désormais qu'une curiosité historique, circulant en été.
Le service de transports en commun est assuré à Malmö par des bus (verts pour les municipaux, jaunes pour les cars régionaux), géré par l'opérateur Skånetrafiken. Le ticket de bus (valable une heure) coûte 32 couronnes suédoises pour les adultes mais de nombreuses réductions et divers tickets sont disponibles. 
Le réseau a pour point de départ principal la gare centrale de la ville (Centralstation). D'autres pôles de correspondances sont organisés dans la ville comme Värnhem, à l'est, ou Södervärn au sud de la ville.
Les bus sont soit simples, articulés ou de longs BHNS doublement articulés sur les lignes 5 (Västra Hamnen - Stenkällan) et 8 (Västra Hamnen - Lindängen) du réseau, avec un passage toutes les cinq minutes. La régularité du réseau est assurée par des horaires cadencés, avec en moyenne un bus toutes les 6-7 minutes, plus en heures de pointe. 
| Ligne | Destinations                  | Pôles de correspondances majeurs desservis par la ligne                       |
| ----- | ----------------------------- | ----------------------------------------------------------------------------- |
| 1     | Elinegård - Kristineberg      | Mellanheden, Gustav Adolfs Torg, Triangeln, Södervärn, Persborg, Oxie Station |
| 2     | Malmö C - Kastanjegården      | Dalaplan, Södervärn, Triangeln, Gustav Adolfs Torg                            |
| 3     | Ringlinjen (ligne circulaire) | Mellanheden, Lorensborg, Södervärn, Nobeltorget, Värnhem                      |
| 4     | Segevång - Bunkeflostrand     | Värnhem, Malmö C, Limhamn Gamlagatan                                          |
| 5     | Stenkällan - Västra Hamnen    | Malmö C, Nobeltorget, Rosengård                                               |
| 6     | Toftanäs - Klagshamn          | Videdal, Värnhem, Triangeln, Södervärn, Dalaplan, Hyllie                      |
| 7     | Ön - Svågertorp               | Malmö C, Triangeln, Södervärn, Dalaplan                                       |
| 8     | Lindängen - Västra Hamnen     | Malmö C, Gustav Adolfs Torg, Triangeln, Södervärn, Dalaplan                   |
| 9     | Ön - Ellstorp                 | Hyllie, Lindängen, Rosengård                                                  |
| 10    | Svågertorp - Malmö C          | Lorensborg, Hyllie                                                            |

## Culture et patrimoine

### Patrimoine architectural
La ville gagne en popularité en tant que destination touristique. Elle conserve beaucoup de charme historique avec sa vieille ville truffée de petites boutiques. On trouve aussi à Malmö la forteresse médiévale Malmöhus qui héberge un petit musée de la ville, une galerie d'art, ainsi qu'un aquarium et un vivarium.
Parmi les édifices religieux notables de la ville, figurent l'église Saint-Pierre de Malmö dont le clocher est haut de 105 m ainsi que l'église Saint-Jean de Malmö.

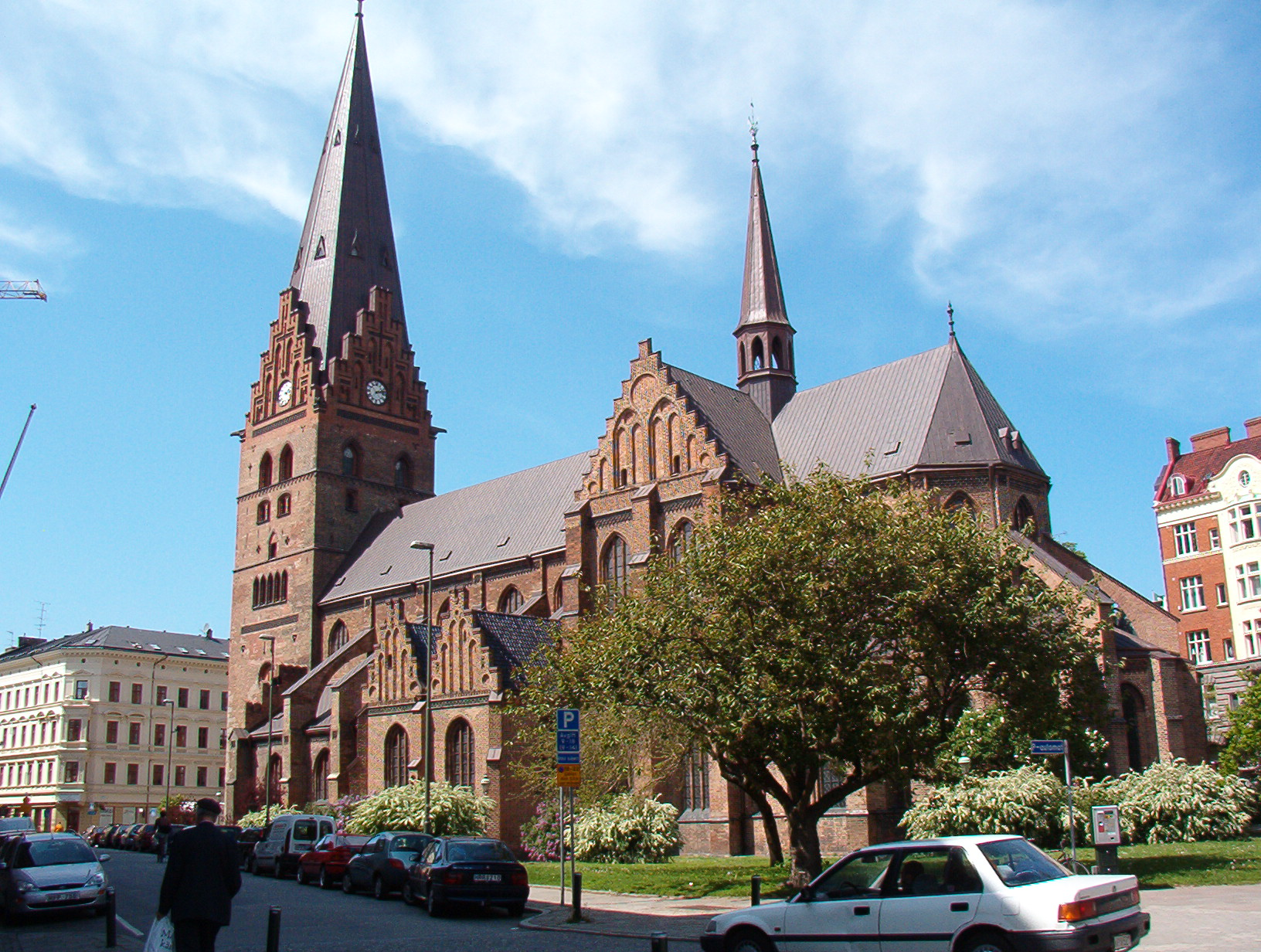
Église Saint-Pierre de Malmö
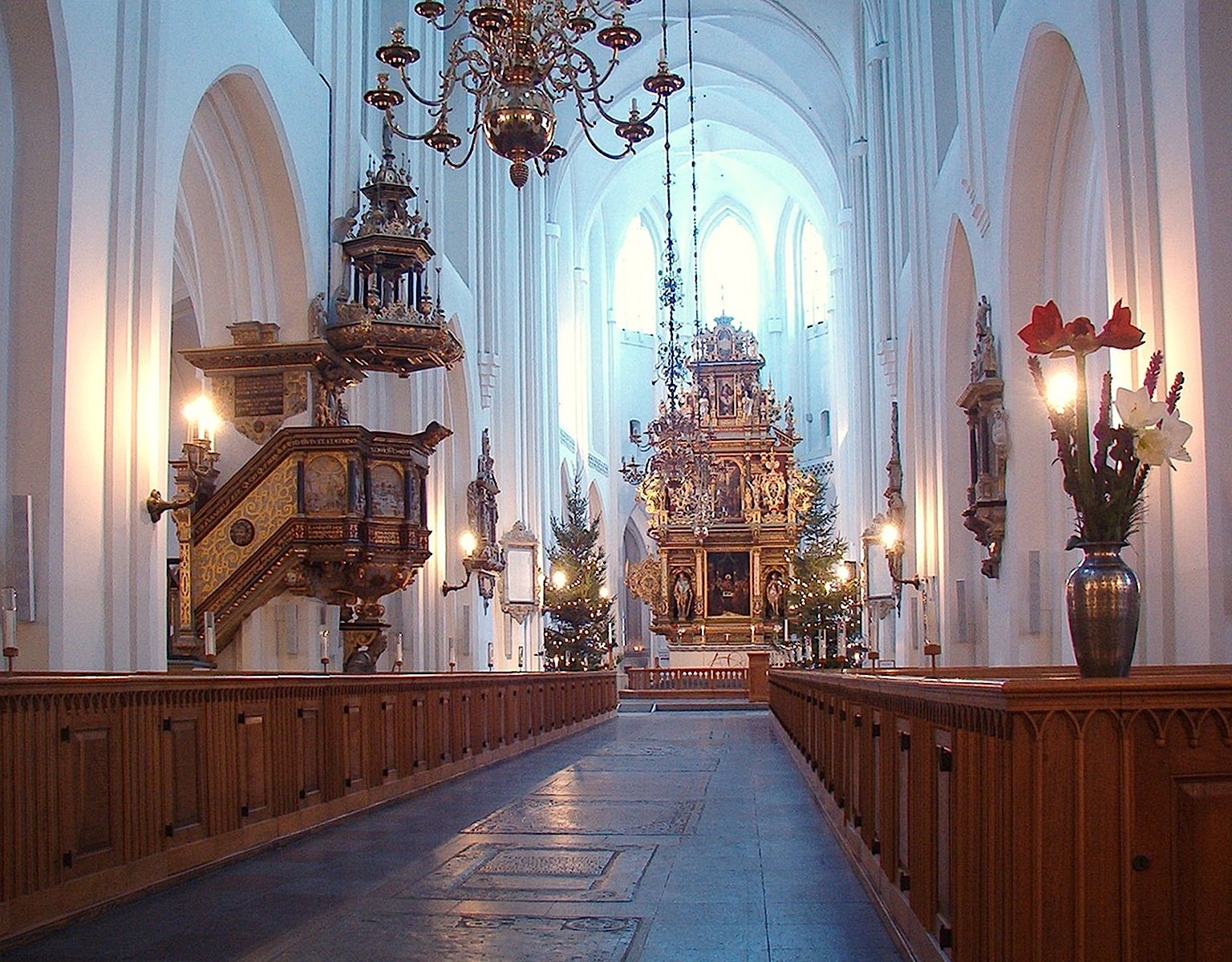
Intérieur de l'église.

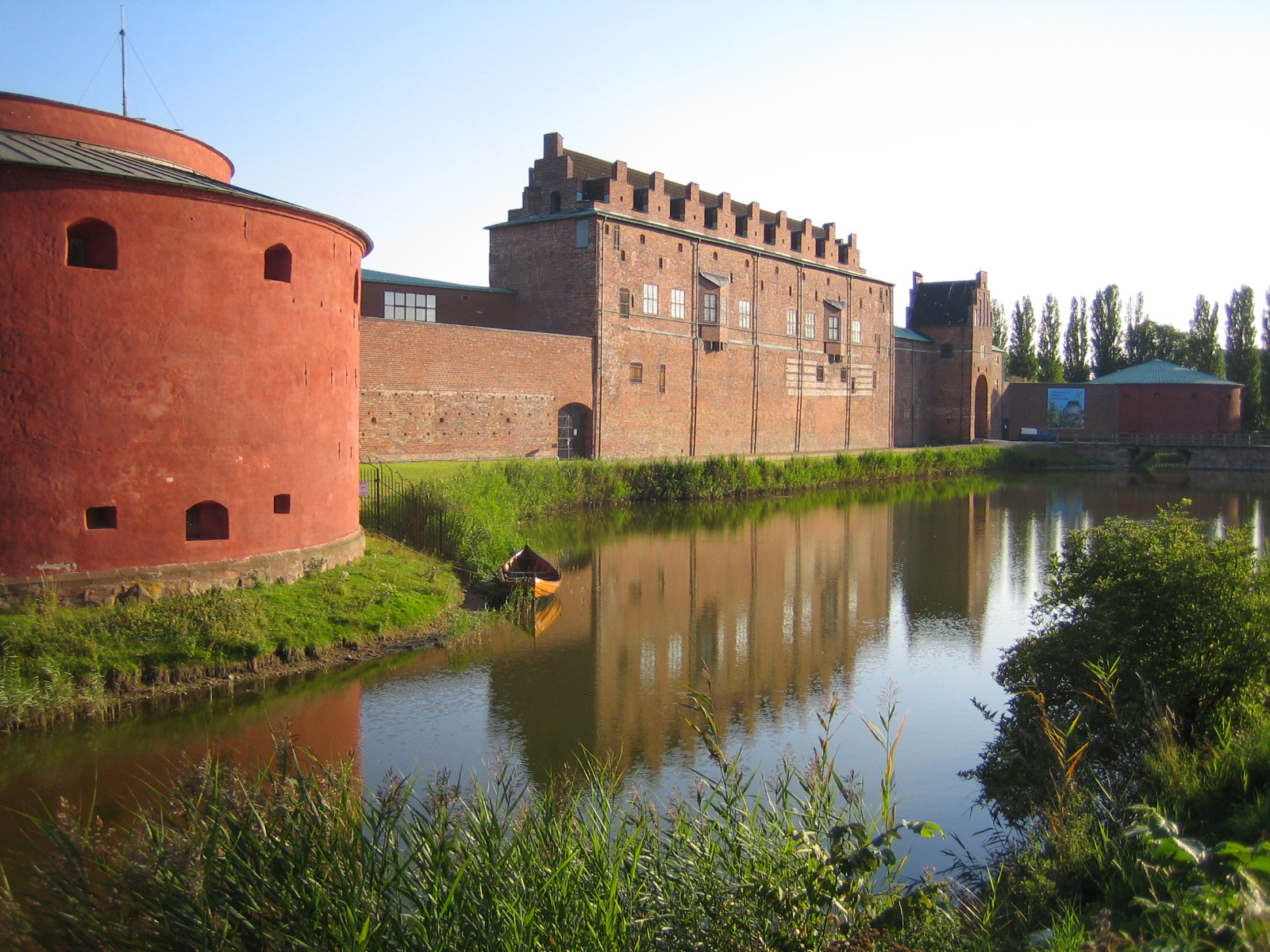
Malmöhus.
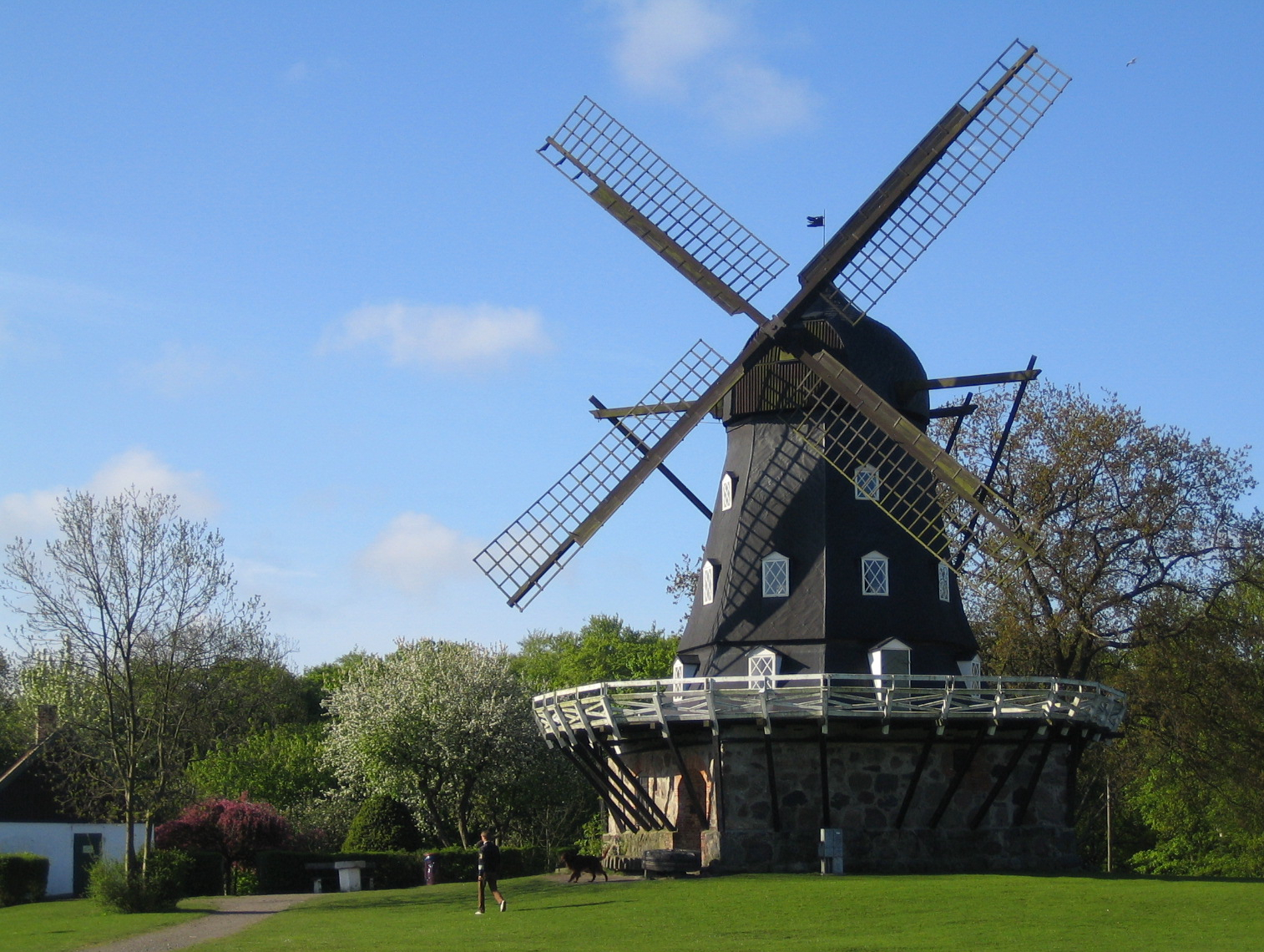
Le moulin du château.

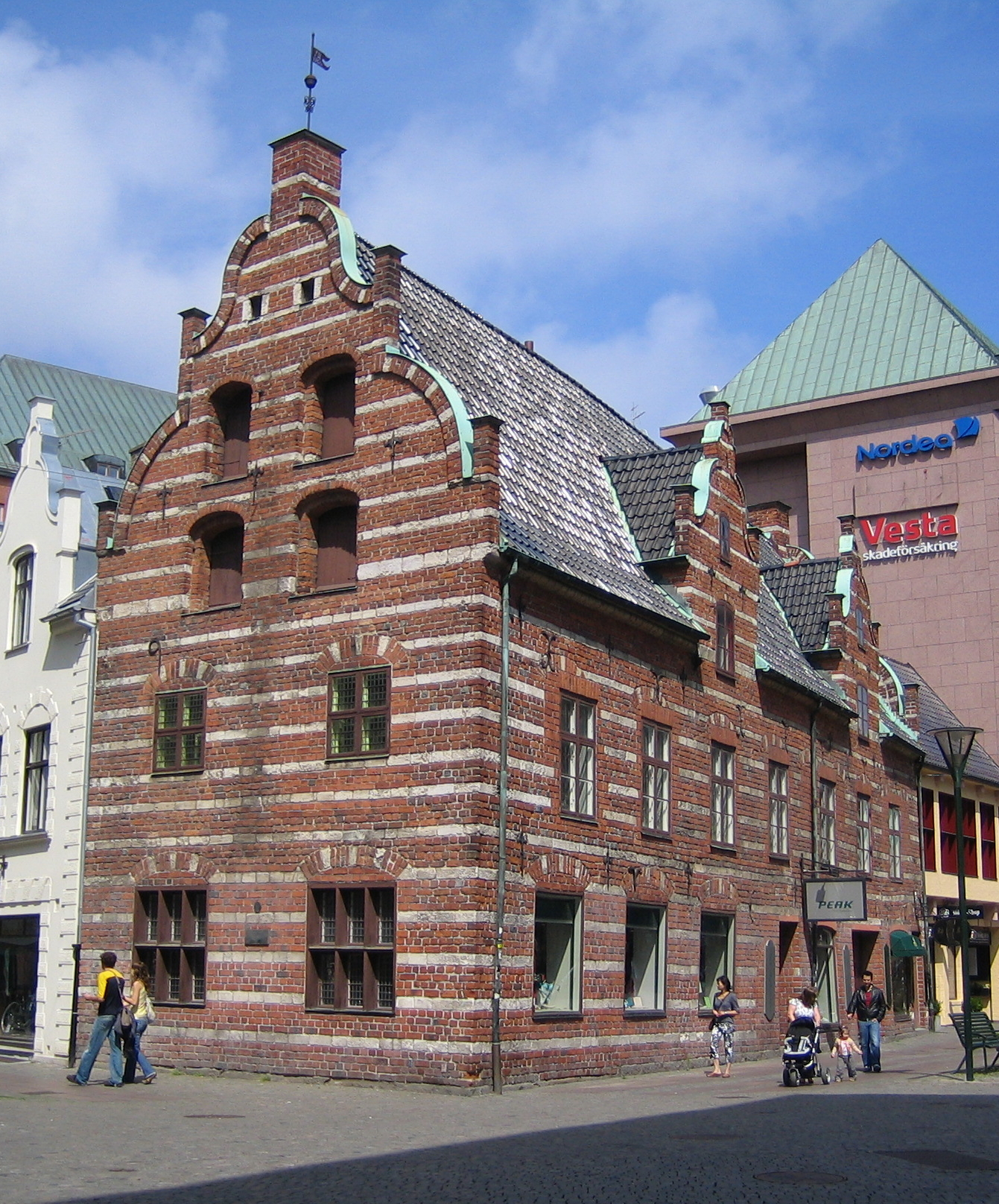
Flensburgska huset.
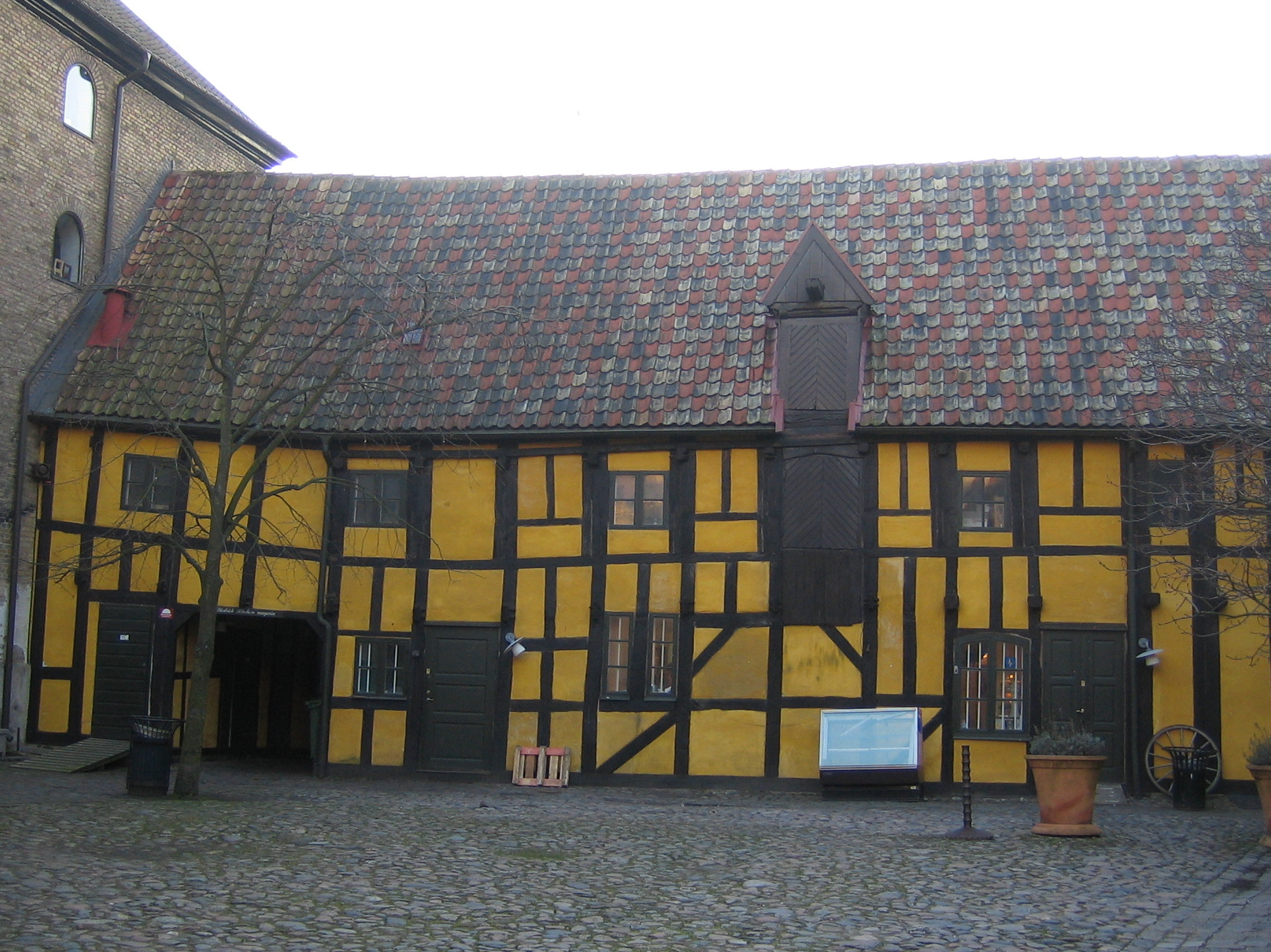
Hedmanska gården.
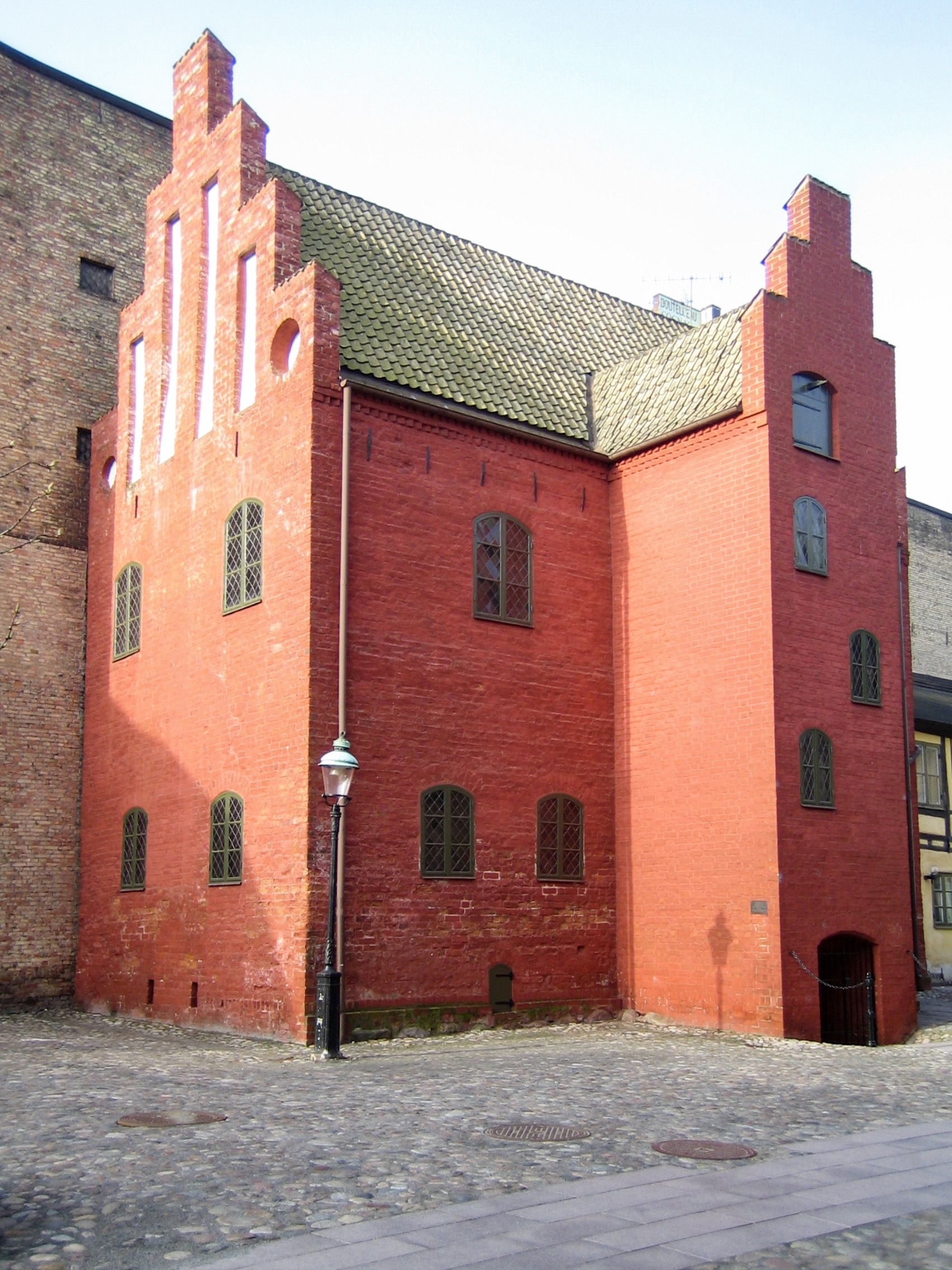
Kompanihuset.
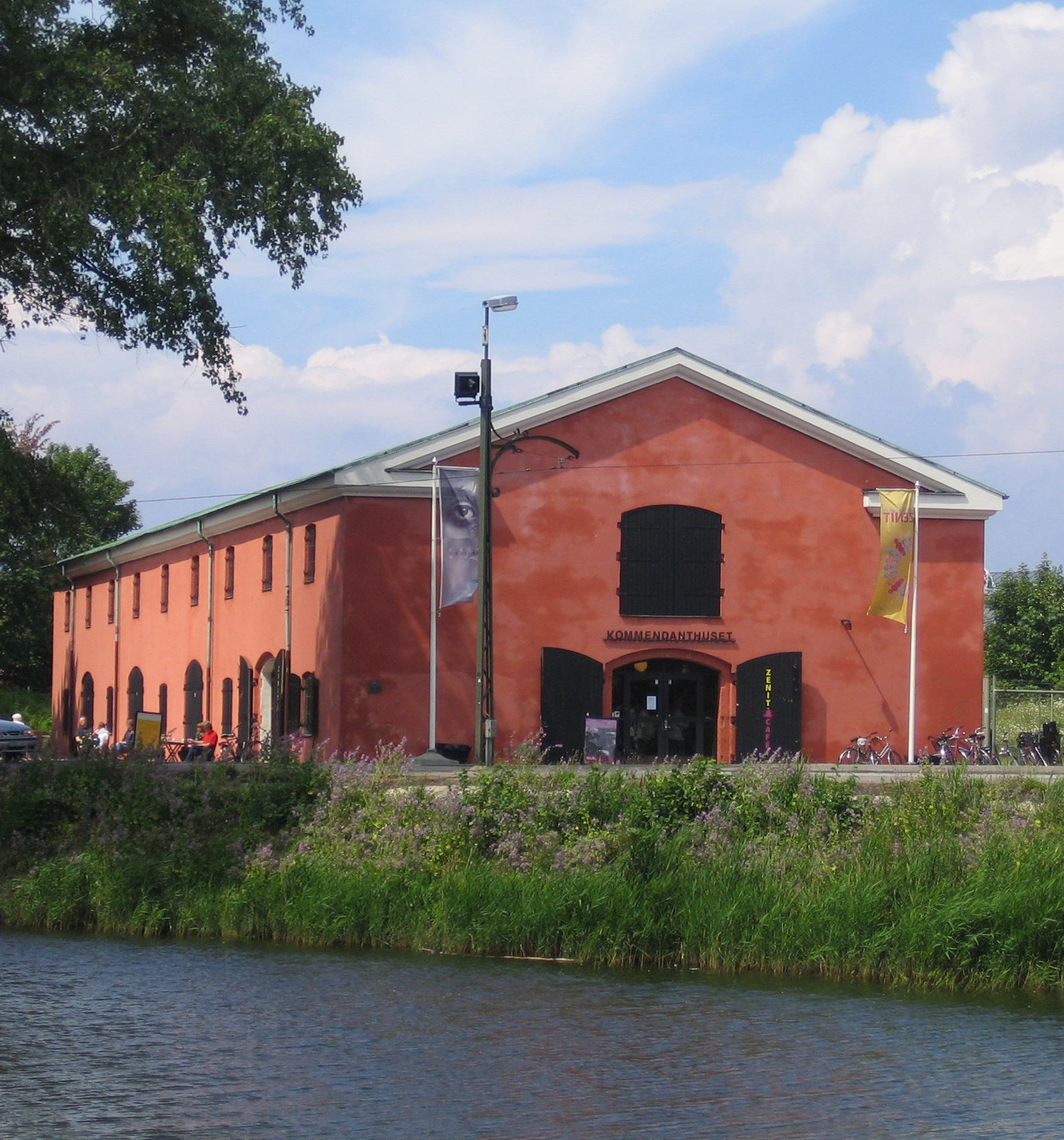
Kommendanthuset.
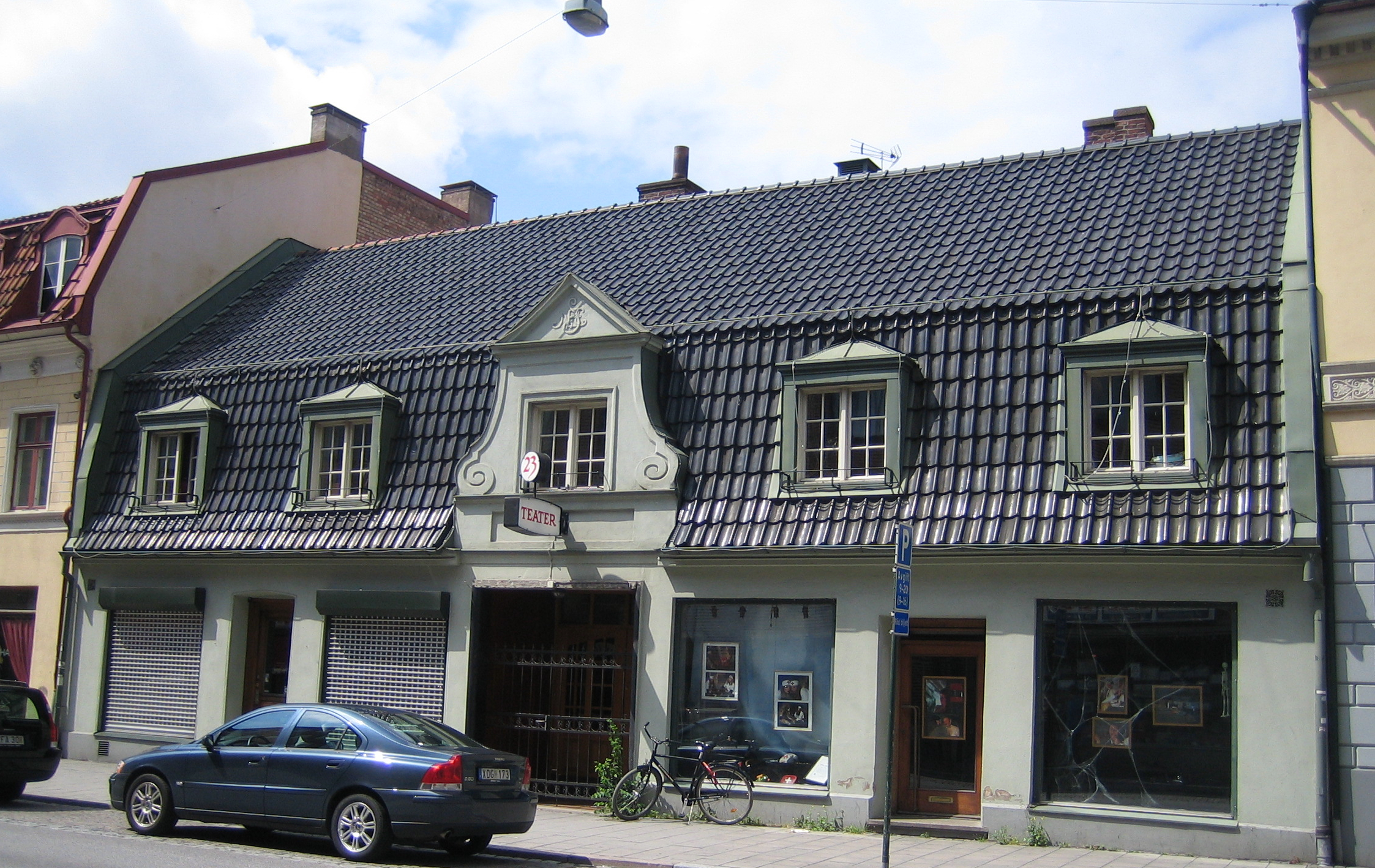
Djäknegatan 7.
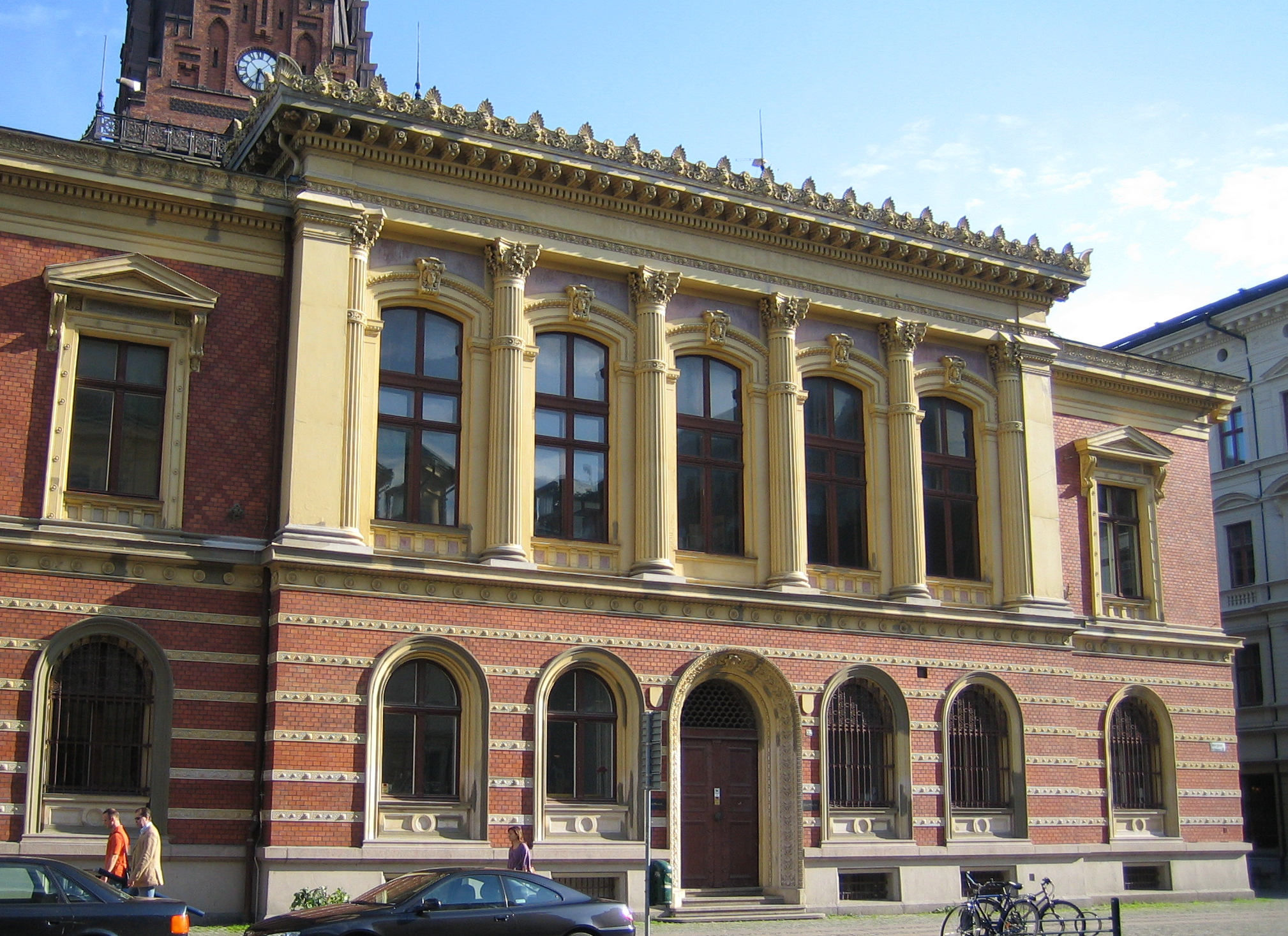
Gamla Riksbankshuset.
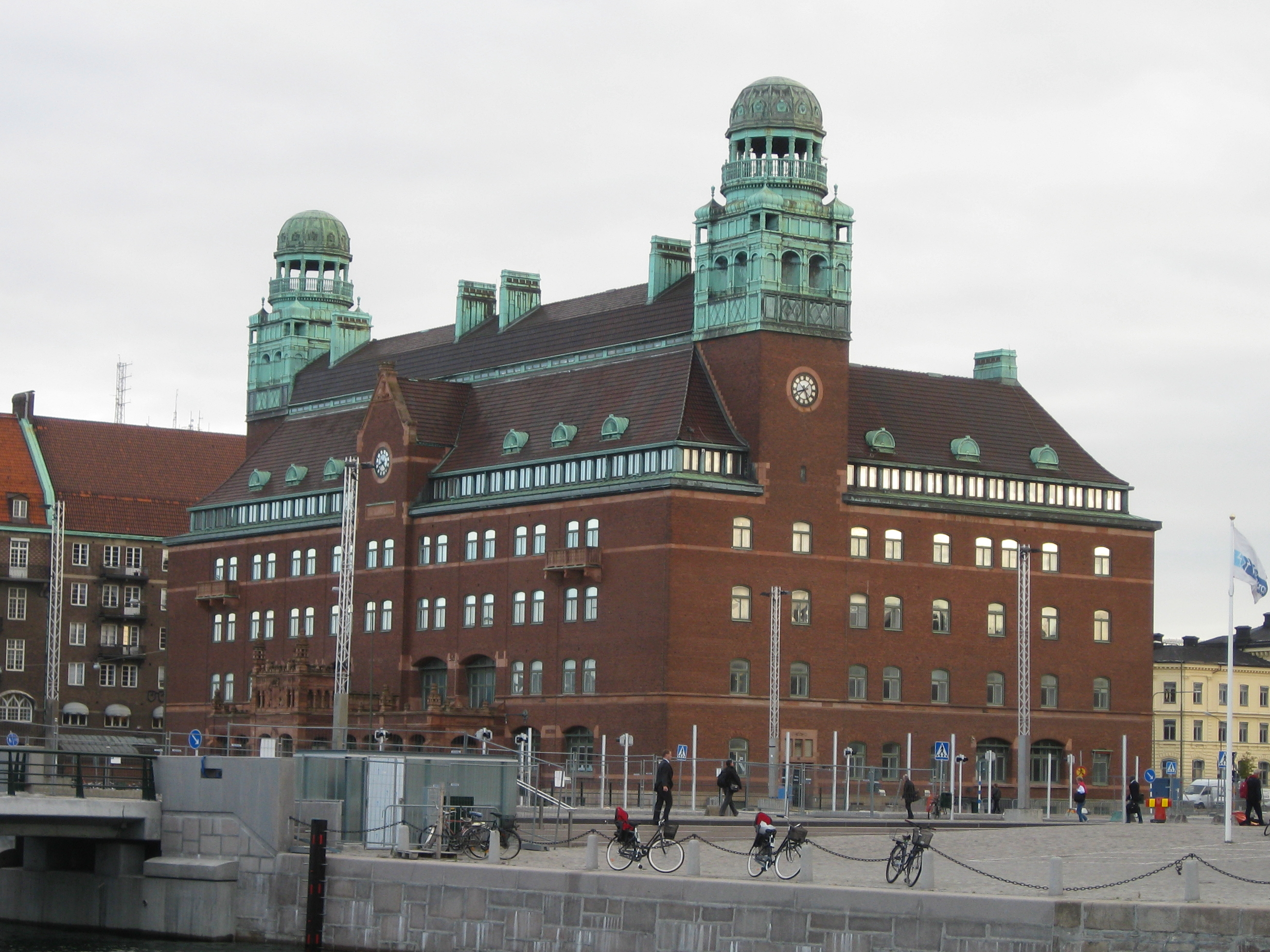
Centralposthuset.
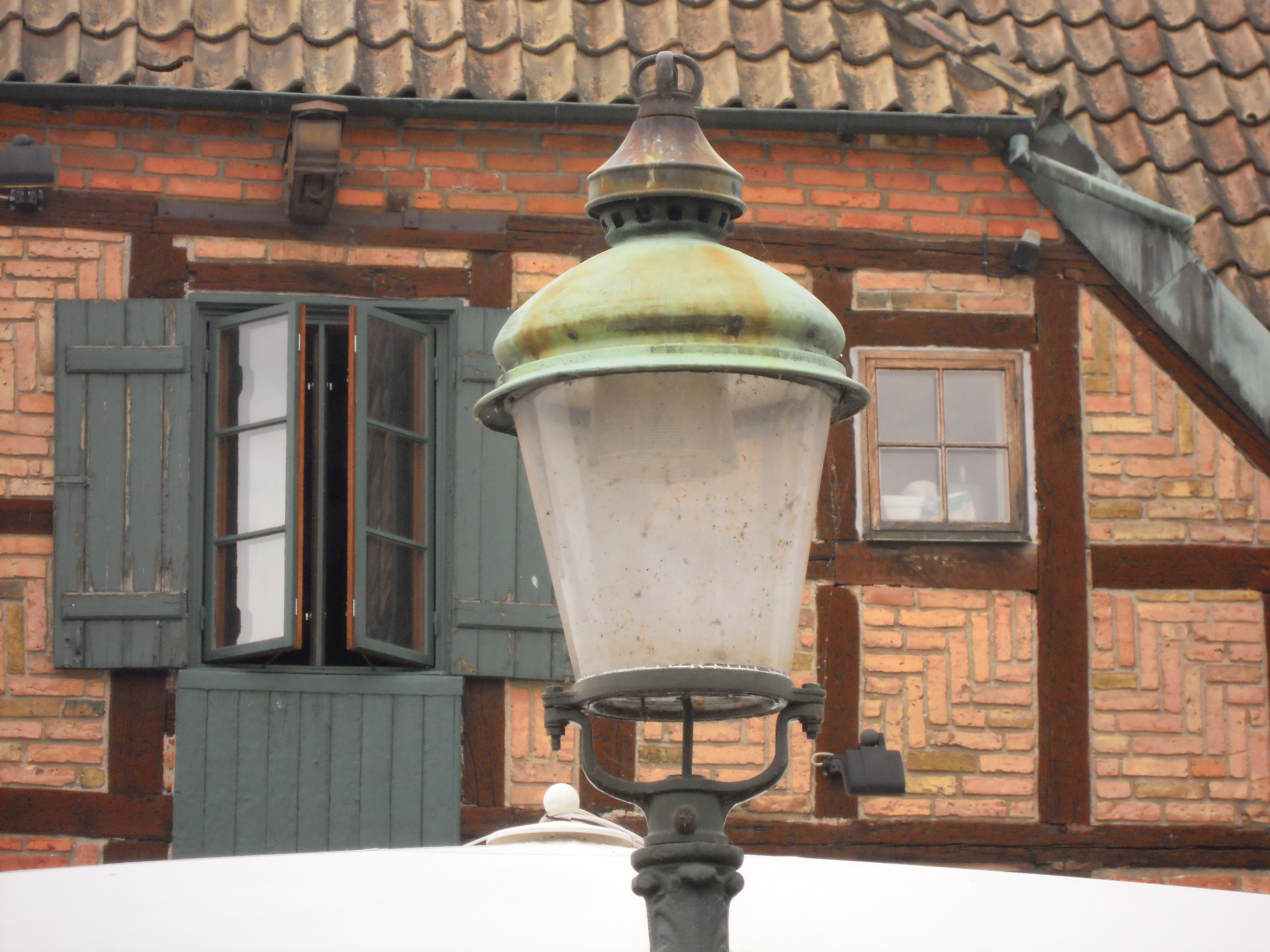
Détail de Lilla Torg, Malmö
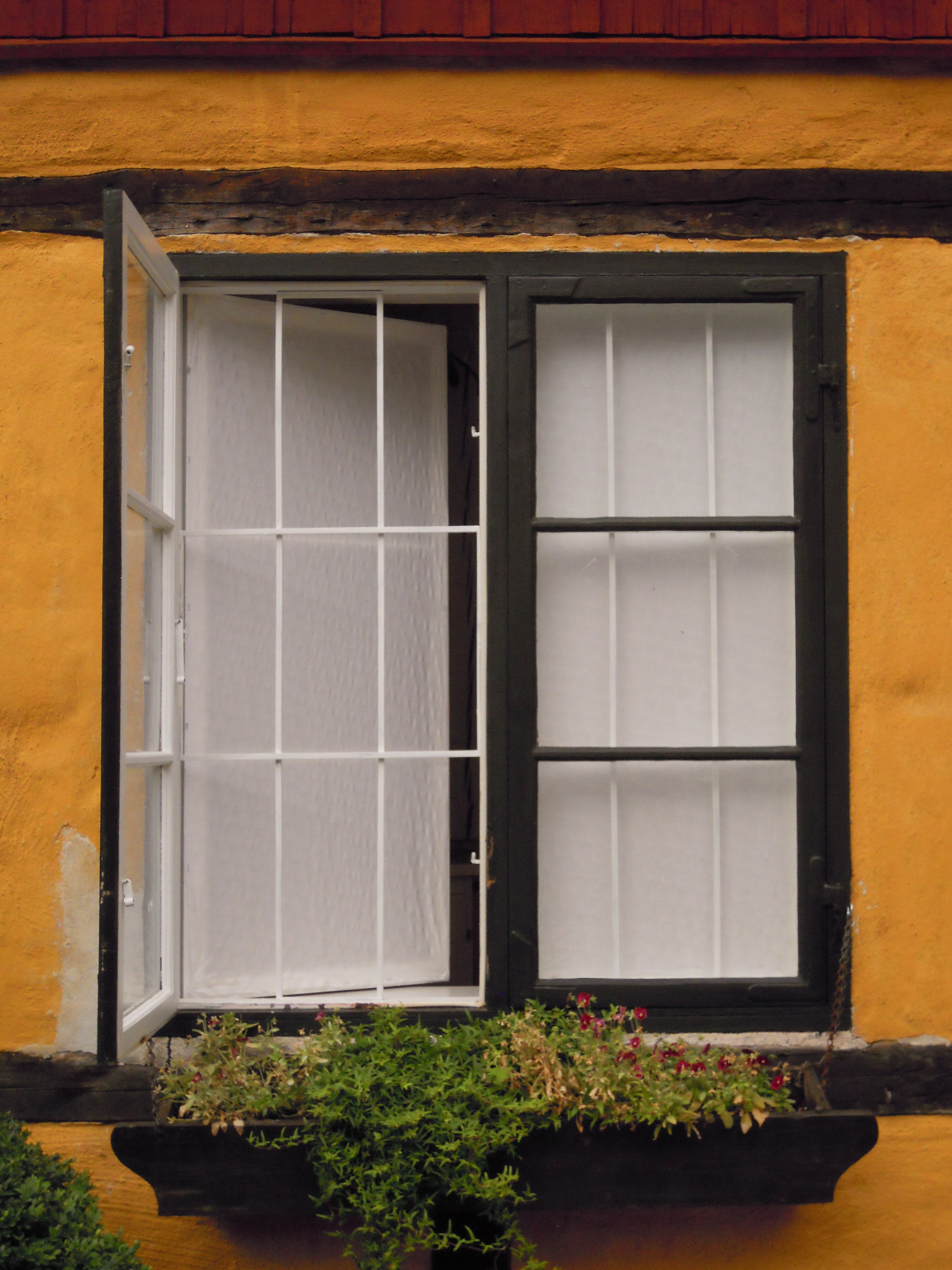
Fenêtre à Lilla Torg, Malmö

En 2001, Malmö a obtenu l'exposition Bo01 intitulée « La ville de demain ». Le site choisi est situé dans le district de Västra à distance de marche du centre-ville et couvre une superficie de 18 hectares. Plusieurs architectes scandinaves de renommée internationale furent conviés à y aménager des habitations. Le projet fut endossé par la ville de Malmö. L'objectif de l'exposition était de construire Bo01 avec une autosuffisance énergétique totale. Pour ce faire, le site capitalise grandement sur l'aquifère. Un système de pompage de l'eau souterraine permet une circulation de l'eau à travers le quartier. Cette eau est chauffée ou utilisée comme système de refroidissement, ce qui permet de combler à 85 % les besoins en chauffage. Le reste est fourni par des panneaux solaires et des éoliennes. La gestion des déchets et des eaux usées est intégrée. Dans ces deux cas, une attention particulière fut portée à la concentration des phosphates. Une série de mesures furent intégrées dès la conception, dont la séparation des matières organiques et l'installation d'électroménagers plus performants. Le projet final offre 500 unités d'habitations, des commerces, des services sociaux, à proximité de sites d'expositions et de bureaux, en plus d'un nouveau projet d'implantation d'une université. Cependant, le projet n'a pas réussi à répondre à la dichotomie classique : construire des habitations de haute qualité environnementale grâce aux innovations de dernières technologies ou construire pour fournir du logement abordable aux populations moins nanties.
La Turning Torso, une tour d'habitation dont la construction s'est achevée en novembre 2005, est située dans le quartier nord de la ville. Avec ses 190 mètres, elle est la deuxième plus haute tour d'habitation d'Europe et le plus haut bâtiment de Scandinavie.

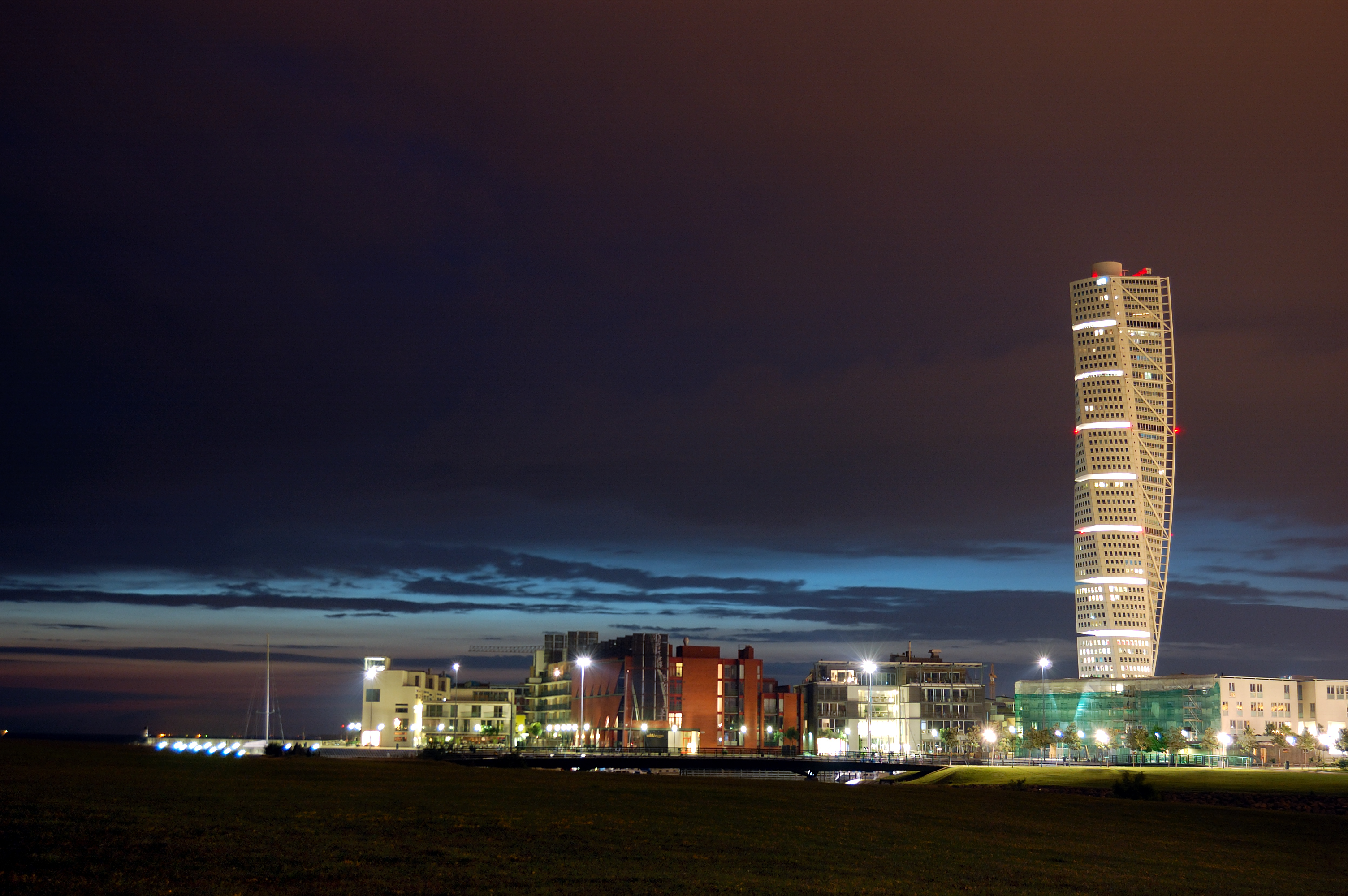
Västra hamnen et Turning Torso.
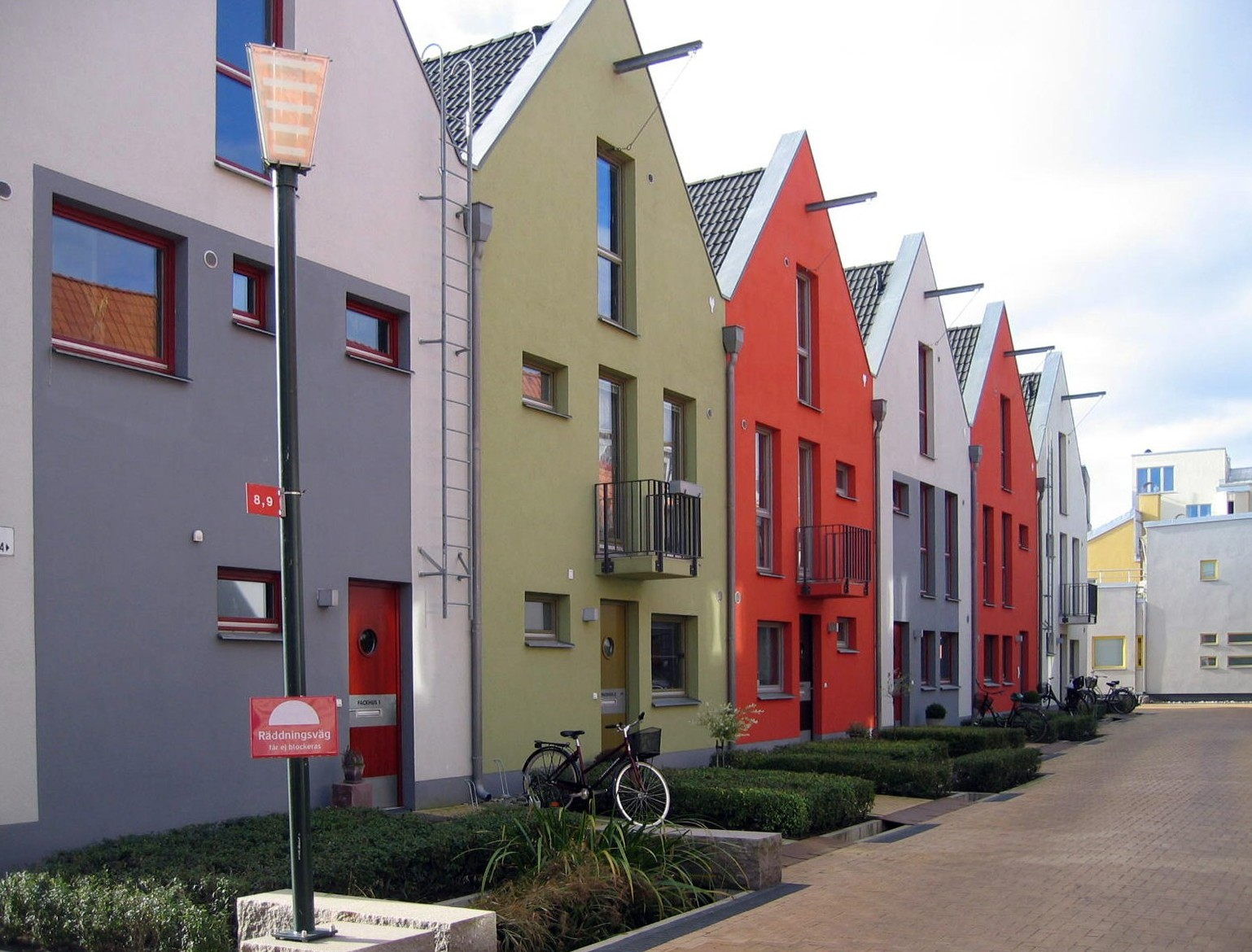
Maisons de Västra hamnen.
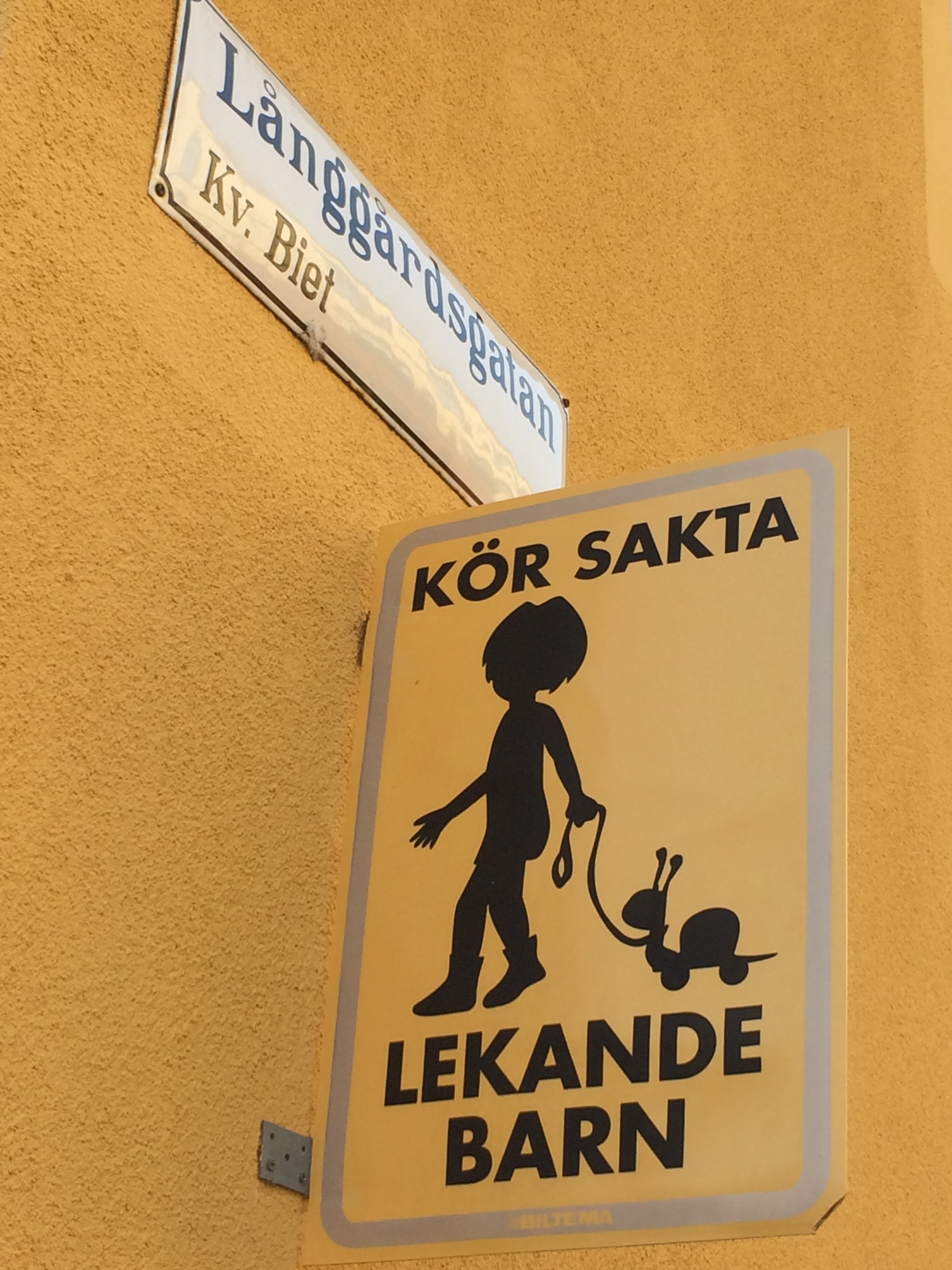
Signalisation sur Långgårdsgatan : Conduisez lentement, les enfants jouent
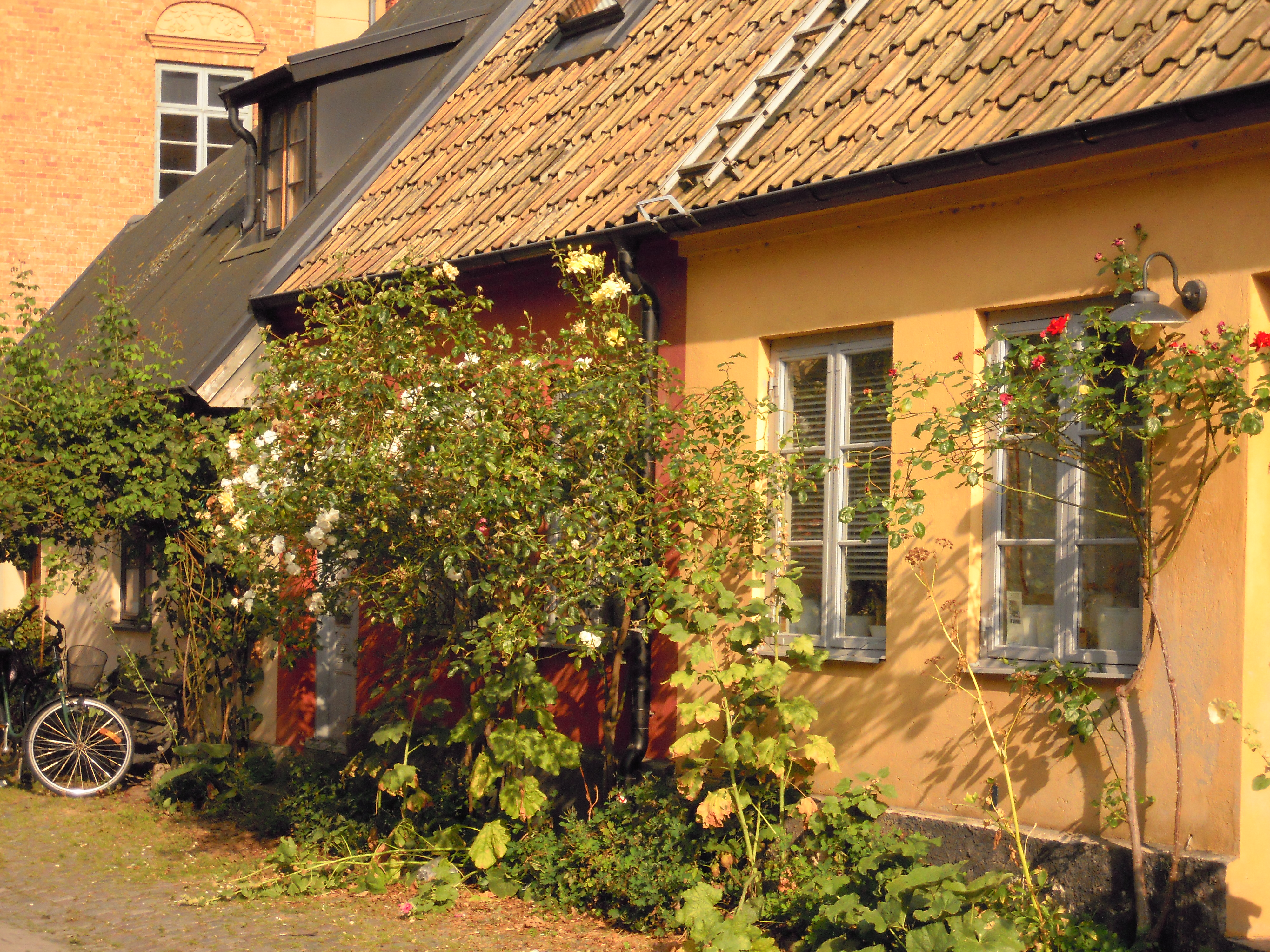
Maisons familiales typiques dans la rue Långgårdsgatan
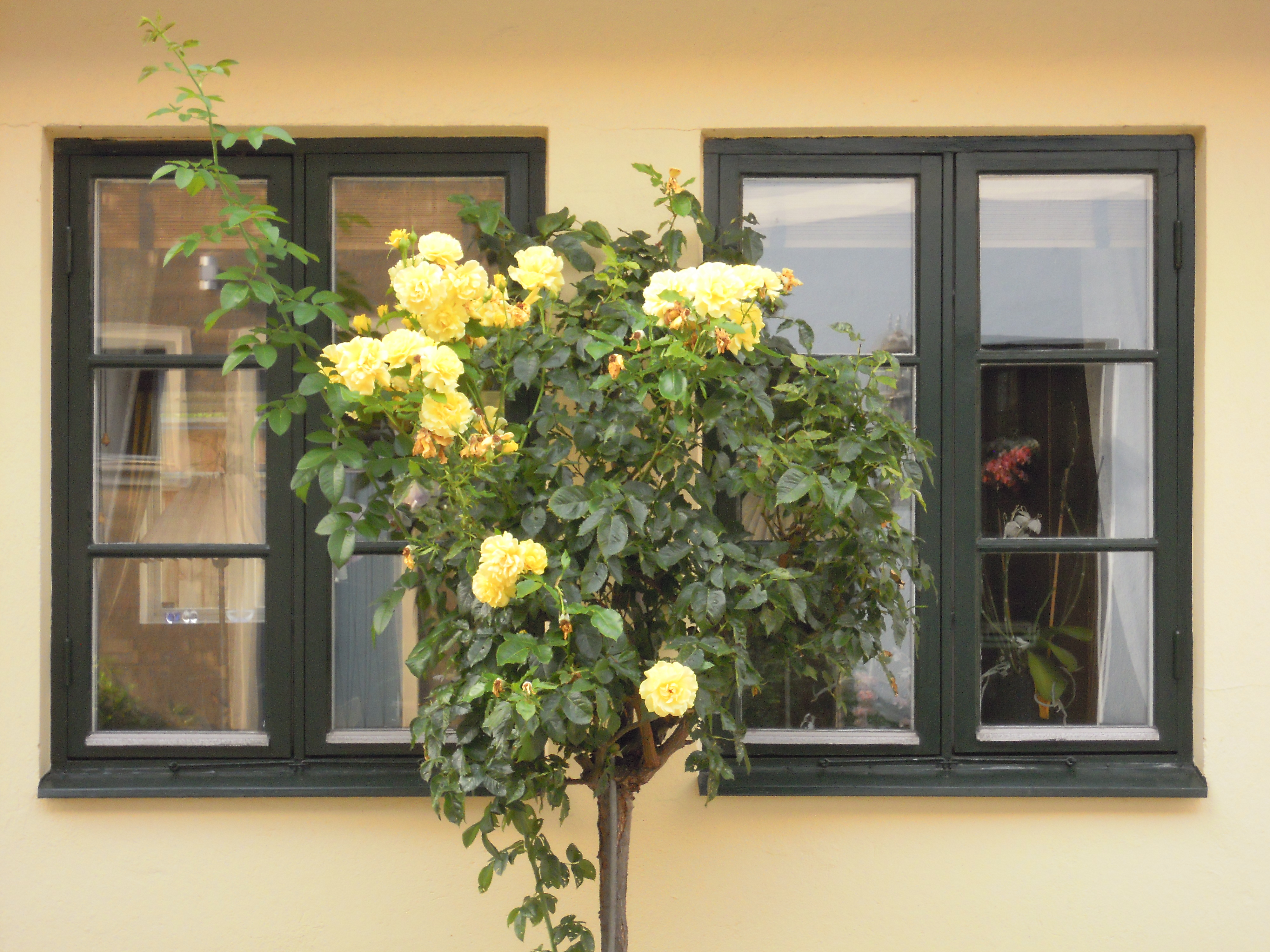
Détail d'une maison de la rue Långgårdsgatan

### Les plages
La plage de Ribersborg est une bande de deux kilomètres de sable fin gagnée sur la mer et aménagée dans les années 1920. La piscine d’eau de mer de Ribersborg (Ribersborg Kallbadhus) se trouve sur une jetée dans le détroit de l’Öresund, qui sépare la Suède du Danemark. Le front de mer est très animé, surtout pendant la saison estivale, et l’on y trouve de nombreux restaurants, bars, cafés et boîtes de nuit.

### Autres
La vie nocturne se concentre principalement autour de deux places : Lilla torg (la « petite place »), la place « chic » de la vieille ville avec ses pubs et leurs terrasses, et de nombreuses boîtes de nuit à proximité ; et Möllevångstorget dans le quartier plus populaire, lieu des artistes et de la musique « live ».
En août chaque année a lieu le Malmöfestivalen, festival qui voit les rues et les places se remplir de scènes de concerts et autres animations culturelles pendant un peu plus d'une semaine, le tout entièrement gratuit.
Il existe un musée consacré aux Beaux-Arts, le Malmö konstmuseum.
La ville a accueilli trois fois le Concours Eurovision de la Chanson, une première fois en mai 1992, puis en mai 2013 durant trois soirées (les demi-finales et la finale) et de même en mai 2024.

### Médias
Le Sydsvenska Dagbladet, fondé en 1870, est depuis 2000 le seul quotidien de Malmö.
La ville de Malmö est, également avec Copenhague, le décor de la série télévisée policière suédo-danoise The Bridge/Bron/Broen.
La SVT, Sveriges Television (télévision publique suédoise), possède également une antenne à Malmö, à l'entrée du quartier de Västra Hamnen, non loin de l'université. Le bâtiment de la SVT est accolé à un autre, nommé "Media Evolution City".

## Sports
- Malmö Stadion, stade de football.
- Malmö FF, club de football.
- Malmö Redhawks, club de hockey sur glace.
- [Skate oski]

## Personnalités
- Malmö est la ville natale de nombreuses personnalités célèbres, notamment du monde du sport, comme les footballeurs Karl-Erik Palmér, Christian Wilhelmsson, Zlatan Ibrahimović et Markus Rosenberg mais aussi le champion de demi-fond Lennart Strand (1921-2004).
- Barbro Nilsson (1899-1983), artiste textile est née à Malmö.
- Bo Widerberg (réalisateur, scénariste, monteur, acteur, producteur et directeur de la photographie suédois), Jan Troell (réalisateur suédois), Anita Ekberg (mannequin et actrice suédoise), Lukas Moodysson (réalisateur, scénariste et écrivain suédois), Mats Ek (danseur et chorégraphe de danse contemporaine), le chanteur suédois Mats Söderlund et l'homme d'affaires et dirigeant d'IKEA Peter Agnefjäll y sont nés.
- Certains membres du groupe suédois The Sounds tels que Maja Ivarsson qui y habite depuis 15 ans, ainsi que Jesper Anderberg, Fredrik Blond et Johan Richter.
- Le chanteur Gunther est également originaire de Malmö.
- Nina Persson est également résidente de Malmö.

## Jumelages
La ville de Malmö est jumelée avec :
- Tallinn (Estonie) depuis 1989
- Szczecin (Pologne) depuis 1990
- Stralsund (Allemagne) depuis 1991
- Florence (Italie) depuis 1989
- Vaasa (Finlande) depuis 1940
- Varna (Bulgarie) depuis 1987
- Tangshan (Chine) depuis 1987
- Port Adelaide (Australie) depuis 1988
- Kaliningrad (Russie)
- Province de Chieti (Italie) depuis 2001
- Newcastle upon Tyne (Royaume-Uni) depuis 2003